# Lista de asteroides (207001-208000)
Esta é uma lista parcial de asteroides, do asteroide número 207001 até o 208000, inclusive. Veja também o índice com todas as listas disponíveis.

| Objeto Próximos à Terra | Cinturão de asteroides (interno) | Cinturão de asteroides (externo) | Centauro       |
| Cruzador de Marte       | Cinturão de asteroides (meio)    | Troianos de Júpiter              | Transnetuniano |

Veja mais dados de cada asteroide na ligação externa para o Minor Planet Center na última coluna.
Índice: 207001... 207101... 207201... 207301... 207401... 207501... 207601... 207701... 207801... 207901... 

## 207001–207100
| Designação | Designação | Descoberta  | Descoberta       | Descobridor(es)     | Categoria | Mais informações / Referência |
| Permanente | Provisória | Data        | Local            | Descobridor(es)     | Categoria | Mais informações / Referência |
| ---------- | ---------- | ----------- | ---------------- | ------------------- | --------- | ----------------------------- |
| 207001     | 2004 TY222 | 7 out 2004  | Palomar          | NEAT                | —         | MPC                           |
| 207002     | 2004 TM234 | 8 out 2004  | Kitt Peak        | Spacewatch          | Mitidika  | MPC                           |
| 207003     | 2004 TO269 | 9 out 2004  | Kitt Peak        | Spacewatch          | —         | MPC                           |
| 207004     | 2004 TS269 | 9 out 2004  | Kitt Peak        | Spacewatch          | —         | MPC                           |
| 207005     | 2004 TG273 | 9 out 2004  | Kitt Peak        | Spacewatch          | —         | MPC                           |
| 207006     | 2004 TC274 | 9 out 2004  | Kitt Peak        | Spacewatch          | —         | MPC                           |
| 207007     | 2004 TE277 | 9 out 2004  | Kitt Peak        | Spacewatch          | —         | MPC                           |
| 207008     | 2004 TY282 | 7 out 2004  | Palomar          | NEAT                | —         | MPC                           |
| 207009     | 2004 TT286 | 9 out 2004  | Socorro          | LINEAR              | —         | MPC                           |
| 207010     | 2004 TQ319 | 11 out 2004 | Kitt Peak        | Spacewatch          | —         | MPC                           |
| 207011     | 2004 TY320 | 11 out 2004 | Kitt Peak        | Spacewatch          | —         | MPC                           |
| 207012     | 2004 TB325 | 12 out 2004 | Kitt Peak        | Spacewatch          | —         | MPC                           |
| 207013     | 2004 TC354 | 11 out 2004 | Kitt Peak        | M. W. Buie          | —         | MPC                           |
| 207014     | 2004 UQ8   | 21 out 2004 | Socorro          | LINEAR              | —         | MPC                           |
| 207015     | 2004 VE2   | 2 nov 2004  | Anderson Mesa    | LONEOS              | —         | MPC                           |
| 207016     | 2004 VZ5   | 3 nov 2004  | Kitt Peak        | Spacewatch          | Mitidika  | MPC                           |
| 207017     | 2004 VB6   | 3 nov 2004  | Kitt Peak        | Spacewatch          | —         | MPC                           |
| 207018     | 2004 VH8   | 3 nov 2004  | Anderson Mesa    | LONEOS              | —         | MPC                           |
| 207019     | 2004 VY12  | 3 nov 2004  | Palomar          | NEAT                | —         | MPC                           |
| 207020     | 2004 VX14  | 4 nov 2004  | Anderson Mesa    | LONEOS              | —         | MPC                           |
| 207021     | 2004 VQ23  | 5 nov 2004  | Palomar          | NEAT                | —         | MPC                           |
| 207022     | 2004 VQ28  | 7 nov 2004  | Socorro          | LINEAR              | —         | MPC                           |
| 207023     | 2004 VS46  | 4 nov 2004  | Kitt Peak        | Spacewatch          | —         | MPC                           |
| 207024     | 2004 VX47  | 4 nov 2004  | Kitt Peak        | Spacewatch          | —         | MPC                           |
| 207025     | 2004 VT57  | 7 nov 2004  | Socorro          | LINEAR              | —         | MPC                           |
| 207026     | 2004 VV57  | 7 nov 2004  | Socorro          | LINEAR              | —         | MPC                           |
| 207027     | 2004 VD59  | 9 nov 2004  | Catalina         | CSS                 | —         | MPC                           |
| 207028     | 2004 VN60  | 10 nov 2004 | Wrightwood       | J. W. Young         | —         | MPC                           |
| 207029     | 2004 VV63  | 10 nov 2004 | Kitt Peak        | Spacewatch          | —         | MPC                           |
| 207030     | 2004 VH77  | 12 nov 2004 | Catalina         | CSS                 | —         | MPC                           |
| 207031     | 2004 VG81  | 4 nov 2004  | Kitt Peak        | Spacewatch          | —         | MPC                           |
| 207032     | 2004 VN86  | 10 nov 2004 | Kitt Peak        | Spacewatch          | —         | MPC                           |
| 207033     | 2004 WW1   | 17 nov 2004 | Campo Imperatore | CINEOS              | —         | MPC                           |
| 207034     | 2004 WM2   | 17 nov 2004 | Campo Imperatore | CINEOS              | —         | MPC                           |
| 207035     | 2004 WR5   | 19 nov 2004 | Kitt Peak        | Spacewatch          | —         | MPC                           |
| 207036     | 2004 XU2   | 2 dez 2004  | Catalina         | CSS                 | —         | MPC                           |
| 207037     | 2004 XA6   | 9 dez 2004  | Catalina         | CSS                 | —         | MPC                           |
| 207038     | 2004 XN8   | 2 dez 2004  | Palomar          | NEAT                | —         | MPC                           |
| 207039     | 2004 XW8   | 2 dez 2004  | Socorro          | LINEAR              | —         | MPC                           |
| 207040     | 2004 XV10  | 3 dez 2004  | Kitt Peak        | Spacewatch          | —         | MPC                           |
| 207041     | 2004 XX17  | 7 dez 2004  | Socorro          | LINEAR              | —         | MPC                           |
| 207042     | 2004 XH24  | 9 dez 2004  | Catalina         | CSS                 | —         | MPC                           |
| 207043     | 2004 XP24  | 9 dez 2004  | Catalina         | CSS                 | —         | MPC                           |
| 207044     | 2004 XT27  | 10 dez 2004 | Socorro          | LINEAR              | —         | MPC                           |
| 207045     | 2004 XA31  | 8 dez 2004  | Socorro          | LINEAR              | Mitidika  | MPC                           |
| 207046     | 2004 XM31  | 9 dez 2004  | Catalina         | CSS                 | —         | MPC                           |
| 207047     | 2004 XP36  | 10 dez 2004 | Jarnac           | Jarnac Obs.         | —         | MPC                           |
| 207048     | 2004 XF40  | 10 dez 2004 | Socorro          | LINEAR              | Mitidika  | MPC                           |
| 207049     | 2004 XJ44  | 13 dez 2004 | Campo Imperatore | CINEOS              | —         | MPC                           |
| 207050     | 2004 XV50  | 14 dez 2004 | Campo Imperatore | CINEOS              | —         | MPC                           |
| 207051     | 2004 XY50  | 14 dez 2004 | Campo Imperatore | CINEOS              | —         | MPC                           |
| 207052     | 2004 XK53  | 10 dez 2004 | Kitt Peak        | Spacewatch          | —         | MPC                           |
| 207053     | 2004 XR58  | 10 dez 2004 | Kitt Peak        | Spacewatch          | —         | MPC                           |
| 207054     | 2004 XF63  | 12 dez 2004 | Anderson Mesa    | LONEOS              | —         | MPC                           |
| 207055     | 2004 XL64  | 2 dez 2004  | Kitt Peak        | Spacewatch          | —         | MPC                           |
| 207056     | 2004 XC68  | 3 dez 2004  | Kitt Peak        | Spacewatch          | —         | MPC                           |
| 207057     | 2004 XF74  | 8 dez 2004  | Socorro          | LINEAR              | —         | MPC                           |
| 207058     | 2004 XP74  | 8 dez 2004  | Socorro          | LINEAR              | —         | MPC                           |
| 207059     | 2004 XU77  | 10 dez 2004 | Socorro          | LINEAR              | Mitidika  | MPC                           |
| 207060     | 2004 XX83  | 11 dez 2004 | Kitt Peak        | Spacewatch          | —         | MPC                           |
| 207061     | 2004 XA84  | 11 dez 2004 | Kitt Peak        | Spacewatch          | —         | MPC                           |
| 207062     | 2004 XD86  | 13 dez 2004 | Kitt Peak        | Spacewatch          | —         | MPC                           |
| 207063     | 2004 XD98  | 11 dez 2004 | Kitt Peak        | Spacewatch          | —         | MPC                           |
| 207064     | 2004 XS99  | 12 dez 2004 | Kitt Peak        | Spacewatch          | Mitidika  | MPC                           |
| 207065     | 2004 XX103 | 9 dez 2004  | Catalina         | CSS                 | —         | MPC                           |
| 207066     | 2004 XV104 | 10 dez 2004 | Kitt Peak        | Spacewatch          | —         | MPC                           |
| 207067     | 2004 XW109 | 13 dez 2004 | Anderson Mesa    | LONEOS              | —         | MPC                           |
| 207068     | 2004 XG110 | 14 dez 2004 | Socorro          | LINEAR              | —         | MPC                           |
| 207069     | 2004 XH112 | 10 dez 2004 | Kitt Peak        | Spacewatch          | —         | MPC                           |
| 207070     | 2004 XE114 | 10 dez 2004 | Kitt Peak        | Spacewatch          | —         | MPC                           |
| 207071     | 2004 XY118 | 12 dez 2004 | Kitt Peak        | Spacewatch          | Mitidika  | MPC                           |
| 207072     | 2004 XX120 | 14 dez 2004 | Socorro          | LINEAR              | —         | MPC                           |
| 207073     | 2004 XR126 | 13 dez 2004 | Socorro          | LINEAR              | —         | MPC                           |
| 207074     | 2004 XJ128 | 14 dez 2004 | Socorro          | LINEAR              | —         | MPC                           |
| 207075     | 2004 XV131 | 11 dez 2004 | Kitt Peak        | Spacewatch          | —         | MPC                           |
| 207076     | 2004 XS132 | 14 dez 2004 | Socorro          | LINEAR              | —         | MPC                           |
| 207077     | 2004 XP140 | 13 dez 2004 | Kitt Peak        | Spacewatch          | —         | MPC                           |
| 207078     | 2004 XH141 | 14 dez 2004 | Socorro          | LINEAR              | Mitidika  | MPC                           |
| 207079     | 2004 XQ143 | 9 dez 2004  | Kitt Peak        | Spacewatch          | —         | MPC                           |
| 207080     | 2004 XR147 | 13 dez 2004 | Kitt Peak        | Spacewatch          | —         | MPC                           |
| 207081     | 2004 XZ147 | 14 dez 2004 | Catalina         | CSS                 | —         | MPC                           |
| 207082     | 2004 XZ160 | 14 dez 2004 | Kitt Peak        | Spacewatch          | —         | MPC                           |
| 207083     | 2004 XA164 | 3 dez 2004  | Anderson Mesa    | LONEOS              | —         | MPC                           |
| 207084     | 2004 XY165 | 2 dez 2004  | Catalina         | CSS                 | —         | MPC                           |
| 207085     | 2004 XW166 | 2 dez 2004  | Kitt Peak        | Spacewatch          | —         | MPC                           |
| 207086     | 2004 XQ171 | 10 dez 2004 | Kitt Peak        | Spacewatch          | —         | MPC                           |
| 207087     | 2004 YX11  | 18 dez 2004 | Mount Lemmon     | Mount Lemmon Survey | —         | MPC                           |
| 207088     | 2004 YV13  | 18 dez 2004 | Mount Lemmon     | Mount Lemmon Survey | —         | MPC                           |
| 207089     | 2004 YS17  | 18 dez 2004 | Mount Lemmon     | Mount Lemmon Survey | —         | MPC                           |
| 207090     | 2004 YW20  | 18 dez 2004 | Mount Lemmon     | Mount Lemmon Survey | —         | MPC                           |
| 207091     | 2005 AQ1   | 1 jan 2005  | Catalina         | CSS                 | —         | MPC                           |
| 207092     | 2005 AH4   | 6 jan 2005  | Catalina         | CSS                 | —         | MPC                           |
| 207093     | 2005 AU4   | 6 jan 2005  | Catalina         | CSS                 | —         | MPC                           |
| 207094     | 2005 AH5   | 6 jan 2005  | Catalina         | CSS                 | —         | MPC                           |
| 207095     | 2005 AR6   | 6 jan 2005  | Catalina         | CSS                 | —         | MPC                           |
| 207096     | 2005 AT6   | 6 jan 2005  | Catalina         | CSS                 | —         | MPC                           |
| 207097     | 2005 AG7   | 6 jan 2005  | Catalina         | CSS                 | —         | MPC                           |
| 207098     | 2005 AY7   | 6 jan 2005  | Catalina         | CSS                 | —         | MPC                           |
| 207099     | 2005 AS10  | 6 jan 2005  | Catalina         | CSS                 | —         | MPC                           |
| 207100     | 2005 AK11  | 1 jan 2005  | Catalina         | CSS                 | —         | MPC                           |

## 207101–207200
| Designação          | Designação | Descoberta  | Descoberta         | Descobridor(es)         | Categoria | Mais informações / Referência |
| Permanente          | Provisória | Data        | Local              | Descobridor(es)         | Categoria | Mais informações / Referência |
| ------------------- | ---------- | ----------- | ------------------ | ----------------------- | --------- | ----------------------------- |
| 207101              | 2005 AP14  | 1 jan 2005  | Catalina           | CSS                     | —         | MPC                           |
| 207102              | 2005 AS20  | 6 jan 2005  | Socorro            | LINEAR                  | —         | MPC                           |
| 207103              | 2005 AZ22  | 7 jan 2005  | Socorro            | LINEAR                  | —         | MPC                           |
| 207104              | 2005 AP23  | 7 jan 2005  | Socorro            | LINEAR                  | Phocaea   | MPC                           |
| 207105              | 2005 AG24  | 7 jan 2005  | Catalina           | CSS                     | —         | MPC                           |
| 207106              | 2005 AS24  | 7 jan 2005  | Catalina           | CSS                     | —         | MPC                           |
| 207107              | 2005 AT24  | 7 jan 2005  | Catalina           | CSS                     | —         | MPC                           |
| 207108              | 2005 AZ26  | 13 jan 2005 | Kitt Peak          | Spacewatch              | —         | MPC                           |
| 207109 Stürmenchopf | 2005 AA27  | 11 jan 2005 | Vicques            | M. Ory                  | —         | MPC                           |
| 207110              | 2005 AX29  | 8 jan 2005  | Campo Imperatore   | CINEOS                  | Mitidika  | MPC                           |
| 207111              | 2005 AS30  | 9 jan 2005  | Junk Bond          | Junk Bond Obs.          | —         | MPC                           |
| 207112              | 2005 AM34  | 13 jan 2005 | Kitt Peak          | Spacewatch              | —         | MPC                           |
| 207113              | 2005 AS34  | 13 jan 2005 | Kitt Peak          | Spacewatch              | —         | MPC                           |
| 207114              | 2005 AZ34  | 13 jan 2005 | Socorro            | LINEAR                  | —         | MPC                           |
| 207115              | 2005 AH37  | 13 jan 2005 | Socorro            | LINEAR                  | —         | MPC                           |
| 207116              | 2005 AD43  | 15 jan 2005 | Socorro            | LINEAR                  | Mitidika  | MPC                           |
| 207117              | 2005 AP43  | 15 jan 2005 | Socorro            | LINEAR                  | —         | MPC                           |
| 207118              | 2005 AQ48  | 13 jan 2005 | Kitt Peak          | Spacewatch              | —         | MPC                           |
| 207119              | 2005 AJ50  | 13 jan 2005 | Catalina           | CSS                     | —         | MPC                           |
| 207120              | 2005 AD55  | 15 jan 2005 | Socorro            | LINEAR                  | —         | MPC                           |
| 207121              | 2005 AT58  | 15 jan 2005 | Socorro            | LINEAR                  | —         | MPC                           |
| 207122              | 2005 AA59  | 15 jan 2005 | Socorro            | LINEAR                  | —         | MPC                           |
| 207123              | 2005 AY61  | 15 jan 2005 | Kitt Peak          | Spacewatch              | —         | MPC                           |
| 207124              | 2005 AB62  | 15 jan 2005 | Kitt Peak          | Spacewatch              | —         | MPC                           |
| 207125              | 2005 AX68  | 13 jan 2005 | Kitt Peak          | Spacewatch              | —         | MPC                           |
| 207126              | 2005 AD69  | 15 jan 2005 | Catalina           | CSS                     | —         | MPC                           |
| 207127              | 2005 AK69  | 15 jan 2005 | Socorro            | LINEAR                  | Mitidika  | MPC                           |
| 207128              | 2005 AJ73  | 15 jan 2005 | Kitt Peak          | Spacewatch              | —         | MPC                           |
| 207129              | 2005 AV74  | 15 jan 2005 | Kitt Peak          | Spacewatch              | —         | MPC                           |
| 207130              | 2005 BW    | 16 jan 2005 | Jonathan B. Postel | Jonathan B. Postel Obs. | —         | MPC                           |
| 207131              | 2005 BM4   | 16 jan 2005 | Socorro            | LINEAR                  | —         | MPC                           |
| 207132              | 2005 BU5   | 16 jan 2005 | Socorro            | LINEAR                  | —         | MPC                           |
| 207133              | 2005 BE6   | 16 jan 2005 | Socorro            | LINEAR                  | —         | MPC                           |
| 207134              | 2005 BO7   | 16 jan 2005 | Socorro            | LINEAR                  | —         | MPC                           |
| 207135              | 2005 BX7   | 16 jan 2005 | Socorro            | LINEAR                  | —         | MPC                           |
| 207136              | 2005 BN11  | 16 jan 2005 | Kitt Peak          | Spacewatch              | —         | MPC                           |
| 207137              | 2005 BC16  | 16 jan 2005 | Socorro            | LINEAR                  | —         | MPC                           |
| 207138              | 2005 BO17  | 16 jan 2005 | Kitt Peak          | Spacewatch              | —         | MPC                           |
| 207139              | 2005 BL20  | 16 jan 2005 | Socorro            | LINEAR                  | —         | MPC                           |
| 207140              | 2005 BY24  | 17 jan 2005 | Socorro            | LINEAR                  | Mitidika  | MPC                           |
| 207141              | 2005 BL27  | 17 jan 2005 | Goodricke-Pigott   | Goodricke-Pigott Obs.   | —         | MPC                           |
| 207142              | 2005 BM29  | 18 jan 2005 | Kitt Peak          | Spacewatch              | —         | MPC                           |
| 207143              | 2005 CH5   | 1 fev 2005  | Kitt Peak          | Spacewatch              | —         | MPC                           |
| 207144              | 2005 CT12  | 2 fev 2005  | Kitt Peak          | Spacewatch              | —         | MPC                           |
| 207145              | 2005 CT13  | 2 fev 2005  | Kitt Peak          | Spacewatch              | —         | MPC                           |
| 207146              | 2005 CB15  | 2 fev 2005  | Kitt Peak          | Spacewatch              | —         | MPC                           |
| 207147              | 2005 CV16  | 2 fev 2005  | Socorro            | LINEAR                  | —         | MPC                           |
| 207148              | 2005 CH17  | 2 fev 2005  | Socorro            | LINEAR                  | —         | MPC                           |
| 207149              | 2005 CA18  | 2 fev 2005  | Catalina           | CSS                     | —         | MPC                           |
| 207150              | 2005 CV19  | 2 fev 2005  | Catalina           | CSS                     | —         | MPC                           |
| 207151              | 2005 CB21  | 2 fev 2005  | Catalina           | CSS                     | —         | MPC                           |
| 207152              | 2005 CT21  | 2 fev 2005  | Palomar            | NEAT                    | —         | MPC                           |
| 207153              | 2005 CF25  | 4 fev 2005  | Palomar            | NEAT                    | —         | MPC                           |
| 207154              | 2005 CQ25  | 2 fev 2005  | Catalina           | CSS                     | Mitidika  | MPC                           |
| 207155              | 2005 CN26  | 1 fev 2005  | Kitt Peak          | Spacewatch              | —         | MPC                           |
| 207156              | 2005 CD27  | 1 fev 2005  | Kitt Peak          | Spacewatch              | —         | MPC                           |
| 207157              | 2005 CL28  | 1 fev 2005  | Kitt Peak          | Spacewatch              | —         | MPC                           |
| 207158              | 2005 CF34  | 2 fev 2005  | Kitt Peak          | Spacewatch              | —         | MPC                           |
| 207159              | 2005 CT36  | 3 fev 2005  | Socorro            | LINEAR                  | —         | MPC                           |
| 207160              | 2005 CQ38  | 3 fev 2005  | Socorro            | LINEAR                  | Pallas    | MPC                           |
| 207161              | 2005 CT43  | 2 fev 2005  | Catalina           | CSS                     | —         | MPC                           |
| 207162              | 2005 CH47  | 2 fev 2005  | Kitt Peak          | Spacewatch              | —         | MPC                           |
| 207163              | 2005 CW47  | 2 fev 2005  | Kitt Peak          | Spacewatch              | —         | MPC                           |
| 207164              | 2005 CY47  | 2 fev 2005  | Kitt Peak          | Spacewatch              | —         | MPC                           |
| 207165              | 2005 CZ47  | 2 fev 2005  | Kitt Peak          | Spacewatch              | —         | MPC                           |
| 207166              | 2005 CV50  | 2 fev 2005  | Socorro            | LINEAR                  | —         | MPC                           |
| 207167              | 2005 CR52  | 3 fev 2005  | Socorro            | LINEAR                  | —         | MPC                           |
| 207168              | 2005 CQ53  | 3 fev 2005  | Socorro            | LINEAR                  | —         | MPC                           |
| 207169              | 2005 CO56  | 9 fev 2005  | Mount Lemmon       | Mount Lemmon Survey     | —         | MPC                           |
| 207170              | 2005 CO58  | 2 fev 2005  | Catalina           | CSS                     | —         | MPC                           |
| 207171              | 2005 CS59  | 2 fev 2005  | Socorro            | LINEAR                  | —         | MPC                           |
| 207172              | 2005 CX62  | 9 fev 2005  | Kitt Peak          | Spacewatch              | —         | MPC                           |
| 207173              | 2005 CJ66  | 9 fev 2005  | Kitt Peak          | Spacewatch              | —         | MPC                           |
| 207174              | 2005 CK67  | 15 fev 2005 | Gnosca             | S. Sposetti             | —         | MPC                           |
| 207175              | 2005 CL67  | 15 fev 2005 | Gnosca             | S. Sposetti             | —         | MPC                           |
| 207176              | 2005 CU67  | 2 fev 2005  | Kitt Peak          | Spacewatch              | —         | MPC                           |
| 207177              | 2005 CU68  | 3 fev 2005  | Socorro            | LINEAR                  | —         | MPC                           |
| 207178              | 2005 CL76  | 3 fev 2005  | Socorro            | LINEAR                  | —         | MPC                           |
| 207179              | 2005 CP78  | 14 fev 2005 | Socorro            | LINEAR                  | —         | MPC                           |
| 207180              | 2005 EU    | 2 mar 2005  | RAS                | A. Lowe                 | —         | MPC                           |
| 207181              | 2005 EJ6   | 1 mar 2005  | Kitt Peak          | Spacewatch              | —         | MPC                           |
| 207182              | 2005 EB10  | 2 mar 2005  | Kitt Peak          | Spacewatch              | —         | MPC                           |
| 207183              | 2005 EU12  | 2 mar 2005  | Catalina           | CSS                     | —         | MPC                           |
| 207184              | 2005 EZ14  | 3 mar 2005  | Kitt Peak          | Spacewatch              | —         | MPC                           |
| 207185              | 2005 EH16  | 3 mar 2005  | Kitt Peak          | Spacewatch              | —         | MPC                           |
| 207186              | 2005 EQ18  | 3 mar 2005  | Kitt Peak          | Spacewatch              | —         | MPC                           |
| 207187              | 2005 EE21  | 3 mar 2005  | Catalina           | CSS                     | —         | MPC                           |
| 207188              | 2005 EK26  | 3 mar 2005  | Catalina           | CSS                     | —         | MPC                           |
| 207189              | 2005 EP29  | 3 mar 2005  | Catalina           | CSS                     | —         | MPC                           |
| 207190              | 2005 EY33  | 1 mar 2005  | Kitt Peak          | Spacewatch              | —         | MPC                           |
| 207191              | 2005 EF35  | 3 mar 2005  | Kitt Peak          | Spacewatch              | —         | MPC                           |
| 207192              | 2005 EB38  | 4 mar 2005  | Kitt Peak          | Spacewatch              | —         | MPC                           |
| 207193              | 2005 EZ38  | 3 mar 2005  | Goodricke-Pigott   | R. A. Tucker            | —         | MPC                           |
| 207194              | 2005 EB43  | 3 mar 2005  | Kitt Peak          | Spacewatch              | —         | MPC                           |
| 207195              | 2005 EQ44  | 3 mar 2005  | Kitt Peak          | Spacewatch              | —         | MPC                           |
| 207196              | 2005 EQ47  | 3 mar 2005  | Catalina           | CSS                     | —         | MPC                           |
| 207197              | 2005 EE48  | 3 mar 2005  | Catalina           | CSS                     | —         | MPC                           |
| 207198              | 2005 EN49  | 3 mar 2005  | Catalina           | CSS                     | —         | MPC                           |
| 207199              | 2005 ER49  | 3 mar 2005  | Catalina           | CSS                     | —         | MPC                           |
| 207200              | 2005 EJ50  | 3 mar 2005  | Catalina           | CSS                     | —         | MPC                           |

## 207201–207300
| Designação | Designação | Descoberta  | Descoberta    | Descobridor(es)     | Categoria | Mais informações / Referência |
| Permanente | Provisória | Data        | Local         | Descobridor(es)     | Categoria | Mais informações / Referência |
| ---------- | ---------- | ----------- | ------------- | ------------------- | --------- | ----------------------------- |
| 207201     | 2005 EJ52  | 4 mar 2005  | Kitt Peak     | Spacewatch          | —         | MPC                           |
| 207202     | 2005 EZ53  | 4 mar 2005  | Kitt Peak     | Spacewatch          | —         | MPC                           |
| 207203     | 2005 EN62  | 4 mar 2005  | Mount Lemmon  | Mount Lemmon Survey | —         | MPC                           |
| 207204     | 2005 EX64  | 4 mar 2005  | Socorro       | LINEAR              | —         | MPC                           |
| 207205     | 2005 ED66  | 4 mar 2005  | Catalina      | CSS                 | —         | MPC                           |
| 207206     | 2005 EL66  | 4 mar 2005  | Catalina      | CSS                 | —         | MPC                           |
| 207207     | 2005 EP69  | 4 mar 2005  | Catalina      | CSS                 | —         | MPC                           |
| 207208     | 2005 EC72  | 2 mar 2005  | Catalina      | CSS                 | —         | MPC                           |
| 207209     | 2005 ES72  | 2 mar 2005  | Catalina      | CSS                 | —         | MPC                           |
| 207210     | 2005 EF74  | 3 mar 2005  | Kitt Peak     | Spacewatch          | —         | MPC                           |
| 207211     | 2005 EH76  | 3 mar 2005  | Kitt Peak     | Spacewatch          | —         | MPC                           |
| 207212     | 2005 EK76  | 3 mar 2005  | Kitt Peak     | Spacewatch          | —         | MPC                           |
| 207213     | 2005 ES76  | 3 mar 2005  | Kitt Peak     | Spacewatch          | —         | MPC                           |
| 207214     | 2005 EX78  | 3 mar 2005  | Catalina      | CSS                 | —         | MPC                           |
| 207215     | 2005 EF81  | 4 mar 2005  | Kitt Peak     | Spacewatch          | —         | MPC                           |
| 207216     | 2005 ED86  | 4 mar 2005  | Socorro       | LINEAR              | —         | MPC                           |
| 207217     | 2005 EX87  | 4 mar 2005  | Mount Lemmon  | Mount Lemmon Survey | —         | MPC                           |
| 207218     | 2005 EG89  | 8 mar 2005  | Kitt Peak     | Spacewatch          | —         | MPC                           |
| 207219     | 2005 ED93  | 8 mar 2005  | Socorro       | LINEAR              | —         | MPC                           |
| 207220     | 2005 EY96  | 3 mar 2005  | Catalina      | CSS                 | —         | MPC                           |
| 207221     | 2005 EE112 | 4 mar 2005  | Socorro       | LINEAR              | —         | MPC                           |
| 207222     | 2005 EQ113 | 4 mar 2005  | Socorro       | LINEAR              | —         | MPC                           |
| 207223     | 2005 EV115 | 4 mar 2005  | Mount Lemmon  | Mount Lemmon Survey | —         | MPC                           |
| 207224     | 2005 EG135 | 9 mar 2005  | Mount Lemmon  | Mount Lemmon Survey | —         | MPC                           |
| 207225     | 2005 EW135 | 9 mar 2005  | Anderson Mesa | LONEOS              | —         | MPC                           |
| 207226     | 2005 EX145 | 10 mar 2005 | Mount Lemmon  | Mount Lemmon Survey | —         | MPC                           |
| 207227     | 2005 EL147 | 10 mar 2005 | Mount Lemmon  | Mount Lemmon Survey | —         | MPC                           |
| 207228     | 2005 EE149 | 10 mar 2005 | Kitt Peak     | Spacewatch          | —         | MPC                           |
| 207229     | 2005 EA155 | 8 mar 2005  | Mount Lemmon  | Mount Lemmon Survey | —         | MPC                           |
| 207230     | 2005 ED155 | 8 mar 2005  | Mount Lemmon  | Mount Lemmon Survey | —         | MPC                           |
| 207231     | 2005 EM155 | 8 mar 2005  | Mount Lemmon  | Mount Lemmon Survey | —         | MPC                           |
| 207232     | 2005 EN156 | 9 mar 2005  | Catalina      | CSS                 | —         | MPC                           |
| 207233     | 2005 EC159 | 9 mar 2005  | Mount Lemmon  | Mount Lemmon Survey | —         | MPC                           |
| 207234     | 2005 EH159 | 9 mar 2005  | Mount Lemmon  | Mount Lemmon Survey | —         | MPC                           |
| 207235     | 2005 EB163 | 10 mar 2005 | Mount Lemmon  | Mount Lemmon Survey | —         | MPC                           |
| 207236     | 2005 EG163 | 10 mar 2005 | Mount Lemmon  | Mount Lemmon Survey | —         | MPC                           |
| 207237     | 2005 EE166 | 11 mar 2005 | Mount Lemmon  | Mount Lemmon Survey | —         | MPC                           |
| 207238     | 2005 EE168 | 11 mar 2005 | Mount Lemmon  | Mount Lemmon Survey | —         | MPC                           |
| 207239     | 2005 EJ168 | 11 mar 2005 | Mount Lemmon  | Mount Lemmon Survey | —         | MPC                           |
| 207240     | 2005 EB169 | 11 mar 2005 | Catalina      | CSS                 | —         | MPC                           |
| 207241     | 2005 EJ172 | 8 mar 2005  | Anderson Mesa | LONEOS              | —         | MPC                           |
| 207242     | 2005 EJ180 | 9 mar 2005  | Kitt Peak     | Spacewatch          | —         | MPC                           |
| 207243     | 2005 EU183 | 9 mar 2005  | Mount Lemmon  | Mount Lemmon Survey | —         | MPC                           |
| 207244     | 2005 EH184 | 9 mar 2005  | Mount Lemmon  | Mount Lemmon Survey | —         | MPC                           |
| 207245     | 2005 ER198 | 11 mar 2005 | Mount Lemmon  | Mount Lemmon Survey | —         | MPC                           |
| 207246     | 2005 EN209 | 4 mar 2005  | Socorro       | LINEAR              | —         | MPC                           |
| 207247     | 2005 EO211 | 4 mar 2005  | Socorro       | LINEAR              | —         | MPC                           |
| 207248     | 2005 EN213 | 4 mar 2005  | Mount Lemmon  | Mount Lemmon Survey | —         | MPC                           |
| 207249     | 2005 EF217 | 9 mar 2005  | Socorro       | LINEAR              | —         | MPC                           |
| 207250     | 2005 EC218 | 9 mar 2005  | Anderson Mesa | LONEOS              | —         | MPC                           |
| 207251     | 2005 EC222 | 4 mar 2005  | Socorro       | LINEAR              | —         | MPC                           |
| 207252     | 2005 EY231 | 10 mar 2005 | Mount Lemmon  | Mount Lemmon Survey | —         | MPC                           |
| 207253     | 2005 EC234 | 10 mar 2005 | Anderson Mesa | LONEOS              | Pallas    | MPC                           |
| 207254     | 2005 EX242 | 11 mar 2005 | Catalina      | CSS                 | Phocaea   | MPC                           |
| 207255     | 2005 EJ243 | 11 mar 2005 | Catalina      | CSS                 | —         | MPC                           |
| 207256     | 2005 EL247 | 12 mar 2005 | Kitt Peak     | Spacewatch          | —         | MPC                           |
| 207257     | 2005 EH248 | 12 mar 2005 | Kitt Peak     | Spacewatch          | —         | MPC                           |
| 207258     | 2005 EW250 | 9 mar 2005  | Socorro       | LINEAR              | —         | MPC                           |
| 207259     | 2005 EZ250 | 10 mar 2005 | Catalina      | CSS                 | —         | MPC                           |
| 207260     | 2005 ES251 | 10 mar 2005 | Catalina      | CSS                 | —         | MPC                           |
| 207261     | 2005 EP253 | 11 mar 2005 | Kitt Peak     | Spacewatch          | —         | MPC                           |
| 207262     | 2005 ER256 | 11 mar 2005 | Anderson Mesa | LONEOS              | Pallas    | MPC                           |
| 207263     | 2005 EO260 | 11 mar 2005 | Kitt Peak     | Spacewatch          | —         | MPC                           |
| 207264     | 2005 EW266 | 13 mar 2005 | Kitt Peak     | Spacewatch          | —         | MPC                           |
| 207265     | 2005 EQ271 | 1 mar 2005  | Kitt Peak     | Spacewatch          | —         | MPC                           |
| 207266     | 2005 EX271 | 4 mar 2005  | Mount Lemmon  | Mount Lemmon Survey | —         | MPC                           |
| 207267     | 2005 EK280 | 10 mar 2005 | Catalina      | CSS                 | —         | MPC                           |
| 207268     | 2005 EH281 | 10 mar 2005 | Anderson Mesa | LONEOS              | —         | MPC                           |
| 207269     | 2005 EJ288 | 8 mar 2005  | Anderson Mesa | LONEOS              | —         | MPC                           |
| 207270     | 2005 EA293 | 10 mar 2005 | Catalina      | CSS                 | —         | MPC                           |
| 207271     | 2005 ER307 | 8 mar 2005  | Mount Lemmon  | Mount Lemmon Survey | —         | MPC                           |
| 207272     | 2005 EB308 | 8 mar 2005  | Mount Lemmon  | Mount Lemmon Survey | —         | MPC                           |
| 207273     | 2005 EL321 | 8 mar 2005  | RAS           | A. Lowe             | —         | MPC                           |
| 207274     | 2005 EL325 | 10 mar 2005 | Catalina      | CSS                 | —         | MPC                           |
| 207275     | 2005 EG327 | 14 mar 2005 | Mount Lemmon  | Mount Lemmon Survey | —         | MPC                           |
| 207276     | 2005 EV327 | 1 mar 2005  | Catalina      | CSS                 | —         | MPC                           |
| 207277     | 2005 FC6   | 31 mar 2005 | Anderson Mesa | LONEOS              | —         | MPC                           |
| 207278     | 2005 FL6   | 30 mar 2005 | Catalina      | CSS                 | —         | MPC                           |
| 207279     | 2005 FW6   | 30 mar 2005 | Catalina      | CSS                 | —         | MPC                           |
| 207280     | 2005 FX7   | 30 mar 2005 | Catalina      | CSS                 | —         | MPC                           |
| 207281     | 2005 GT2   | 1 abr 2005  | Anderson Mesa | LONEOS              | —         | MPC                           |
| 207282     | 2005 GO5   | 1 abr 2005  | Kitt Peak     | Spacewatch          | —         | MPC                           |
| 207283     | 2005 GC8   | 2 abr 2005  | Anderson Mesa | LONEOS              | —         | MPC                           |
| 207284     | 2005 GV11  | 1 abr 2005  | Anderson Mesa | LONEOS              | —         | MPC                           |
| 207285     | 2005 GE12  | 1 abr 2005  | Anderson Mesa | LONEOS              | —         | MPC                           |
| 207286     | 2005 GZ12  | 1 abr 2005  | Anderson Mesa | LONEOS              | —         | MPC                           |
| 207287     | 2005 GN13  | 1 abr 2005  | Anderson Mesa | LONEOS              | —         | MPC                           |
| 207288     | 2005 GJ14  | 2 abr 2005  | Kitt Peak     | Spacewatch          | —         | MPC                           |
| 207289     | 2005 GY22  | 1 abr 2005  | Anderson Mesa | LONEOS              | —         | MPC                           |
| 207290     | 2005 GT24  | 2 abr 2005  | Palomar       | NEAT                | —         | MPC                           |
| 207291     | 2005 GK27  | 3 abr 2005  | Palomar       | NEAT                | —         | MPC                           |
| 207292     | 2005 GJ28  | 4 abr 2005  | Kitt Peak     | Spacewatch          | —         | MPC                           |
| 207293     | 2005 GW30  | 4 abr 2005  | Mount Lemmon  | Mount Lemmon Survey | —         | MPC                           |
| 207294     | 2005 GZ32  | 4 abr 2005  | Mount Lemmon  | Mount Lemmon Survey | —         | MPC                           |
| 207295     | 2005 GH35  | 2 abr 2005  | Palomar       | NEAT                | Phocaea   | MPC                           |
| 207296     | 2005 GJ38  | 3 abr 2005  | Siding Spring | SSS                 | —         | MPC                           |
| 207297     | 2005 GU38  | 4 abr 2005  | Catalina      | CSS                 | —         | MPC                           |
| 207298     | 2005 GF43  | 5 abr 2005  | Palomar       | NEAT                | —         | MPC                           |
| 207299     | 2005 GR45  | 5 abr 2005  | Catalina      | CSS                 | —         | MPC                           |
| 207300     | 2005 GA48  | 5 abr 2005  | Palomar       | NEAT                | —         | MPC                           |

## 207301–207400
| Designação          | Designação | Descoberta  | Descoberta    | Descobridor(es)     | Categoria | Mais informações / Referência |
| Permanente          | Provisória | Data        | Local         | Descobridor(es)     | Categoria | Mais informações / Referência |
| ------------------- | ---------- | ----------- | ------------- | ------------------- | --------- | ----------------------------- |
| 207301              | 2005 GD50  | 5 abr 2005  | Mount Lemmon  | Mount Lemmon Survey | —         | MPC                           |
| 207302              | 2005 GX50  | 1 abr 2005  | Anderson Mesa | LONEOS              | —         | MPC                           |
| 207303              | 2005 GX51  | 2 abr 2005  | Mount Lemmon  | Mount Lemmon Survey | —         | MPC                           |
| 207304              | 2005 GK56  | 6 abr 2005  | Mount Lemmon  | Mount Lemmon Survey | —         | MPC                           |
| 207305              | 2005 GN56  | 6 abr 2005  | Mount Lemmon  | Mount Lemmon Survey | —         | MPC                           |
| 207306              | 2005 GP56  | 6 abr 2005  | Kitt Peak     | Spacewatch          | Maria     | MPC                           |
| 207307              | 2005 GQ64  | 2 abr 2005  | Catalina      | CSS                 | —         | MPC                           |
| 207308              | 2005 GC70  | 4 abr 2005  | Kitt Peak     | Spacewatch          | —         | MPC                           |
| 207309              | 2005 GL77  | 6 abr 2005  | Catalina      | CSS                 | —         | MPC                           |
| 207310              | 2005 GZ77  | 6 abr 2005  | Catalina      | CSS                 | —         | MPC                           |
| 207311              | 2005 GA80  | 7 abr 2005  | Anderson Mesa | LONEOS              | —         | MPC                           |
| 207312              | 2005 GU81  | 4 abr 2005  | Kitt Peak     | Spacewatch          | —         | MPC                           |
| 207313              | 2005 GB94  | 6 abr 2005  | Mount Lemmon  | Mount Lemmon Survey | —         | MPC                           |
| 207314              | 2005 GP94  | 6 abr 2005  | Kitt Peak     | Spacewatch          | —         | MPC                           |
| 207315              | 2005 GB95  | 6 abr 2005  | Kitt Peak     | Spacewatch          | —         | MPC                           |
| 207316              | 2005 GN96  | 6 abr 2005  | Mount Lemmon  | Mount Lemmon Survey | —         | MPC                           |
| 207317              | 2005 GN98  | 7 abr 2005  | Kitt Peak     | Spacewatch          | —         | MPC                           |
| 207318              | 2005 GW103 | 9 abr 2005  | Catalina      | CSS                 | —         | MPC                           |
| 207319 Eugenemar    | 2005 GZ109 | 10 abr 2005 | Mount Lemmon  | A. D. Grauer        | Phocaea   | MPC                           |
| 207320              | 2005 GJ110 | 10 abr 2005 | Mount Lemmon  | Mount Lemmon Survey | —         | MPC                           |
| 207321 Crawshaw     | 2005 GL110 | 10 abr 2005 | Mount Lemmon  | A. D. Grauer        | —         | MPC                           |
| 207322              | 2005 GY111 | 6 abr 2005  | Catalina      | CSS                 | —         | MPC                           |
| 207323              | 2005 GQ119 | 10 abr 2005 | Siding Spring | SSS                 | —         | MPC                           |
| 207324              | 2005 GV130 | 9 abr 2005  | Kitt Peak     | Spacewatch          | —         | MPC                           |
| 207325              | 2005 GC132 | 10 abr 2005 | Kitt Peak     | Spacewatch          | —         | MPC                           |
| 207326              | 2005 GK135 | 10 abr 2005 | Kitt Peak     | Spacewatch          | —         | MPC                           |
| 207327              | 2005 GE140 | 12 abr 2005 | Mount Lemmon  | Mount Lemmon Survey | —         | MPC                           |
| 207328              | 2005 GW145 | 11 abr 2005 | Kitt Peak     | Spacewatch          | —         | MPC                           |
| 207329              | 2005 GH147 | 11 abr 2005 | Kitt Peak     | Spacewatch          | —         | MPC                           |
| 207330              | 2005 GS147 | 11 abr 2005 | Kitt Peak     | Spacewatch          | —         | MPC                           |
| 207331              | 2005 GH157 | 11 abr 2005 | Anderson Mesa | LONEOS              | —         | MPC                           |
| 207332              | 2005 GA162 | 14 abr 2005 | Kitt Peak     | Spacewatch          | —         | MPC                           |
| 207333              | 2005 GX172 | 14 abr 2005 | Kitt Peak     | Spacewatch          | —         | MPC                           |
| 207334              | 2005 GN181 | 12 abr 2005 | Kitt Peak     | Spacewatch          | —         | MPC                           |
| 207335              | 2005 GD209 | 2 abr 2005  | Catalina      | CSS                 | —         | MPC                           |
| 207336              | 2005 GV225 | 4 abr 2005  | Kitt Peak     | Spacewatch          | —         | MPC                           |
| 207337              | 2005 HB2   | 16 abr 2005 | Kitt Peak     | Spacewatch          | —         | MPC                           |
| 207338              | 2005 HG2   | 17 abr 2005 | Kitt Peak     | Spacewatch          | Eos       | MPC                           |
| 207339              | 2005 HQ3   | 19 abr 2005 | Catalina      | CSS                 | —         | MPC                           |
| 207340              | 2005 JQ2   | 3 mai 2005  | Kitt Peak     | Spacewatch          | —         | MPC                           |
| 207341 Isabelmartin | 2005 JD22  | 3 mai 2005  | La Cañada     | J. Lacruz           | —         | MPC                           |
| 207342              | 2005 JU22  | 1 mai 2005  | Palomar       | NEAT                | —         | MPC                           |
| 207343              | 2005 JG26  | 3 mai 2005  | Kitt Peak     | Spacewatch          | —         | MPC                           |
| 207344              | 2005 JQ29  | 3 mai 2005  | Socorro       | LINEAR              | —         | MPC                           |
| 207345              | 2005 JX30  | 4 mai 2005  | Mount Lemmon  | Mount Lemmon Survey | —         | MPC                           |
| 207346              | 2005 JV32  | 4 mai 2005  | Mount Lemmon  | Mount Lemmon Survey | —         | MPC                           |
| 207347              | 2005 JW35  | 4 mai 2005  | Kitt Peak     | Spacewatch          | —         | MPC                           |
| 207348              | 2005 JD48  | 3 mai 2005  | Kitt Peak     | Spacewatch          | Ursula    | MPC                           |
| 207349              | 2005 JE54  | 4 mai 2005  | Kitt Peak     | Spacewatch          | —         | MPC                           |
| 207350              | 2005 JH59  | 8 mai 2005  | Mount Lemmon  | Mount Lemmon Survey | —         | MPC                           |
| 207351              | 2005 JP68  | 6 mai 2005  | Catalina      | CSS                 | Phocaea   | MPC                           |
| 207352              | 2005 JT69  | 7 mai 2005  | Kitt Peak     | Spacewatch          | —         | MPC                           |
| 207353              | 2005 JA91  | 11 mai 2005 | Palomar       | NEAT                | —         | MPC                           |
| 207354              | 2005 JK114 | 10 mai 2005 | Anderson Mesa | LONEOS              | —         | MPC                           |
| 207355              | 2005 JU118 | 10 mai 2005 | Kitt Peak     | Spacewatch          | —         | MPC                           |
| 207356              | 2005 JU135 | 8 mai 2005  | Kitt Peak     | Spacewatch          | —         | MPC                           |
| 207357              | 2005 JY135 | 8 mai 2005  | Catalina      | CSS                 | —         | MPC                           |
| 207358              | 2005 JK136 | 11 mai 2005 | Catalina      | CSS                 | —         | MPC                           |
| 207359              | 2005 JD137 | 13 mai 2005 | Kitt Peak     | Spacewatch          | —         | MPC                           |
| 207360              | 2005 JD138 | 13 mai 2005 | Kitt Peak     | Spacewatch          | —         | MPC                           |
| 207361              | 2005 JW145 | 12 mai 2005 | Mount Lemmon  | Mount Lemmon Survey | Brangane  | MPC                           |
| 207362              | 2005 JE147 | 15 mai 2005 | Palomar       | NEAT                | —         | MPC                           |
| 207363              | 2005 JE148 | 15 mai 2005 | Palomar       | NEAT                | —         | MPC                           |
| 207364              | 2005 JR162 | 8 mai 2005  | Kitt Peak     | Spacewatch          | —         | MPC                           |
| 207365              | 2005 JJ163 | 8 mai 2005  | Siding Spring | SSS                 | —         | MPC                           |
| 207366              | 2005 KA8   | 20 mai 2005 | Mount Lemmon  | Mount Lemmon Survey | —         | MPC                           |
| 207367              | 2005 LR2   | 2 jun 2005  | Catalina      | CSS                 | —         | MPC                           |
| 207368              | 2005 LG10  | 3 jun 2005  | Kitt Peak     | Spacewatch          | —         | MPC                           |
| 207369              | 2005 LL11  | 3 jun 2005  | Kitt Peak     | Spacewatch          | Juno      | MPC                           |
| 207370              | 2005 LZ16  | 6 jun 2005  | Kitt Peak     | Spacewatch          | —         | MPC                           |
| 207371              | 2005 LJ33  | 10 jun 2005 | Kitt Peak     | Spacewatch          | —         | MPC                           |
| 207372              | 2005 LB36  | 12 jun 2005 | Mount Lemmon  | Mount Lemmon Survey | —         | MPC                           |
| 207373              | 2005 LB39  | 11 jun 2005 | Kitt Peak     | Spacewatch          | Brangane  | MPC                           |
| 207374              | 2005 LJ42  | 13 jun 2005 | Mount Lemmon  | Mount Lemmon Survey | —         | MPC                           |
| 207375              | 2005 MC14  | 28 jun 2005 | Kitt Peak     | Spacewatch          | —         | MPC                           |
| 207376              | 2005 MR41  | 30 jun 2005 | Kitt Peak     | Spacewatch          | —         | MPC                           |
| 207377              | 2005 NG18  | 4 jul 2005  | Mount Lemmon  | Mount Lemmon Survey | —         | MPC                           |
| 207378              | 2005 NE28  | 5 jul 2005  | Palomar       | NEAT                | —         | MPC                           |
| 207379              | 2005 NJ38  | 6 jul 2005  | Kitt Peak     | Spacewatch          | Juno      | MPC                           |
| 207380              | 2005 OH7   | 28 jul 2005 | Palomar       | NEAT                | Pallas    | MPC                           |
| 207381              | 2005 QW7   | 24 ago 2005 | Palomar       | NEAT                | Juno      | MPC                           |
| 207382              | 2005 QU28  | 28 ago 2005 | Drebach       | J. Kandler          | —         | MPC                           |
| 207383              | 2005 QT123 | 28 ago 2005 | Kitt Peak     | Spacewatch          | —         | MPC                           |
| 207384              | 2005 QO173 | 29 ago 2005 | Palomar       | NEAT                | —         | MPC                           |
| 207385 Maxou        | 2005 RU4   | 4 set 2005  | Marly         | P. Kocher           | —         | MPC                           |
| 207386              | 2005 TN105 | 8 out 2005  | Catalina      | CSS                 | Juno      | MPC                           |
| 207387              | 2005 TT127 | 7 out 2005  | Kitt Peak     | Spacewatch          | Pallas    | MPC                           |
| 207388              | 2005 TT170 | 12 out 2005 | Kitt Peak     | Spacewatch          | —         | MPC                           |
| 207389              | 2005 VK7   | 12 nov 2005 | Socorro       | LINEAR              | Juno      | MPC                           |
| 207390              | 2005 VJ99  | 11 nov 2005 | Socorro       | LINEAR              | —         | MPC                           |
| 207391              | 2005 WT3   | 22 nov 2005 | Socorro       | LINEAR              | —         | MPC                           |
| 207392              | 2005 WO54  | 25 nov 2005 | Kitt Peak     | Spacewatch          | —         | MPC                           |
| 207393              | 2005 WM56  | 22 nov 2005 | Kitt Peak     | Spacewatch          | —         | MPC                           |
| 207394              | 2005 XL101 | 1 dez 2005  | Kitt Peak     | M. W. Buie          | —         | MPC                           |
| 207395              | 2005 YW118 | 26 dez 2005 | Mount Lemmon  | Mount Lemmon Survey | —         | MPC                           |
| 207396              | 2005 YE254 | 29 dez 2005 | Kitt Peak     | Spacewatch          | —         | MPC                           |
| 207397              | 2005 YZ273 | 30 dez 2005 | Mount Lemmon  | Mount Lemmon Survey | —         | MPC                           |
| 207398              | 2006 AS2   | 5 jan 2006  | Mount Lemmon  | Mount Lemmon Survey | —         | MPC                           |
| 207399              | 2006 AG40  | 7 jan 2006  | Mount Lemmon  | Mount Lemmon Survey | —         | MPC                           |
| 207400              | 2006 BN53  | 25 jan 2006 | Kitt Peak     | Spacewatch          | —         | MPC                           |

## 207401–207500
| Designação | Designação | Descoberta  | Descoberta        | Descobridor(es)     | Categoria | Mais informações / Referência |
| Permanente | Provisória | Data        | Local             | Descobridor(es)     | Categoria | Mais informações / Referência |
| ---------- | ---------- | ----------- | ----------------- | ------------------- | --------- | ----------------------------- |
| 207401     | 2006 BE62  | 22 jan 2006 | Catalina          | CSS                 | —         | MPC                           |
| 207402     | 2006 BR80  | 23 jan 2006 | Kitt Peak         | Spacewatch          | —         | MPC                           |
| 207403     | 2006 BB83  | 24 jan 2006 | Socorro           | LINEAR              | —         | MPC                           |
| 207404     | 2006 BU91  | 26 jan 2006 | Kitt Peak         | Spacewatch          | —         | MPC                           |
| 207405     | 2006 BP103 | 23 jan 2006 | Mount Lemmon      | Mount Lemmon Survey | —         | MPC                           |
| 207406     | 2006 BG147 | 26 jan 2006 | Mount Lemmon      | Mount Lemmon Survey | —         | MPC                           |
| 207407     | 2006 BZ168 | 26 jan 2006 | Mount Lemmon      | Mount Lemmon Survey | —         | MPC                           |
| 207408     | 2006 BY172 | 27 jan 2006 | Kitt Peak         | Spacewatch          | —         | MPC                           |
| 207409     | 2006 BD213 | 30 jan 2006 | Bergisch Gladbach | W. Bickel           | —         | MPC                           |
| 207410     | 2006 BC252 | 31 jan 2006 | Kitt Peak         | Spacewatch          | —         | MPC                           |
| 207411     | 2006 BH267 | 26 jan 2006 | Anderson Mesa     | LONEOS              | —         | MPC                           |
| 207412     | 2006 BM275 | 31 jan 2006 | Mount Lemmon      | Mount Lemmon Survey | —         | MPC                           |
| 207413     | 2006 DF4   | 20 fev 2006 | Catalina          | CSS                 | —         | MPC                           |
| 207414     | 2006 DG27  | 20 fev 2006 | Kitt Peak         | Spacewatch          | —         | MPC                           |
| 207415     | 2006 DY33  | 20 fev 2006 | Kitt Peak         | Spacewatch          | —         | MPC                           |
| 207416     | 2006 DC34  | 20 fev 2006 | Kitt Peak         | Spacewatch          | —         | MPC                           |
| 207417     | 2006 DA44  | 20 fev 2006 | Kitt Peak         | Spacewatch          | —         | MPC                           |
| 207418     | 2006 DM54  | 24 fev 2006 | Kitt Peak         | Spacewatch          | —         | MPC                           |
| 207419     | 2006 DG59  | 24 fev 2006 | Mount Lemmon      | Mount Lemmon Survey | —         | MPC                           |
| 207420     | 2006 DR65  | 21 fev 2006 | Anderson Mesa     | LONEOS              | —         | MPC                           |
| 207421     | 2006 DK79  | 24 fev 2006 | Kitt Peak         | Spacewatch          | —         | MPC                           |
| 207422     | 2006 DM82  | 24 fev 2006 | Kitt Peak         | Spacewatch          | Mitidika  | MPC                           |
| 207423     | 2006 DH84  | 24 fev 2006 | Kitt Peak         | Spacewatch          | —         | MPC                           |
| 207424     | 2006 DG94  | 24 fev 2006 | Kitt Peak         | Spacewatch          | —         | MPC                           |
| 207425     | 2006 DA97  | 24 fev 2006 | Mount Lemmon      | Mount Lemmon Survey | —         | MPC                           |
| 207426     | 2006 DG102 | 25 fev 2006 | Kitt Peak         | Spacewatch          | —         | MPC                           |
| 207427     | 2006 DA104 | 25 fev 2006 | Mount Lemmon      | Mount Lemmon Survey | —         | MPC                           |
| 207428     | 2006 DF105 | 25 fev 2006 | Mount Lemmon      | Mount Lemmon Survey | —         | MPC                           |
| 207429     | 2006 DY105 | 25 fev 2006 | Mount Lemmon      | Mount Lemmon Survey | —         | MPC                           |
| 207430     | 2006 DT114 | 27 fev 2006 | Kitt Peak         | Spacewatch          | —         | MPC                           |
| 207431     | 2006 DS145 | 25 fev 2006 | Mount Lemmon      | Mount Lemmon Survey | —         | MPC                           |
| 207432     | 2006 DE187 | 27 fev 2006 | Kitt Peak         | Spacewatch          | Ursula    | MPC                           |
| 207433     | 2006 DG190 | 27 fev 2006 | Kitt Peak         | Spacewatch          | —         | MPC                           |
| 207434     | 2006 DR192 | 27 fev 2006 | Kitt Peak         | Spacewatch          | —         | MPC                           |
| 207435     | 2006 DA199 | 28 fev 2006 | Socorro           | LINEAR              | —         | MPC                           |
| 207436     | 2006 DB208 | 25 fev 2006 | Kitt Peak         | Spacewatch          | —         | MPC                           |
| 207437     | 2006 DH209 | 27 fev 2006 | Kitt Peak         | Spacewatch          | —         | MPC                           |
| 207438     | 2006 DQ214 | 21 fev 2006 | Mount Lemmon      | Mount Lemmon Survey | —         | MPC                           |
| 207439     | 2006 EG1   | 5 mar 2006  | Mount Lemmon      | Mount Lemmon Survey | —         | MPC                           |
| 207440     | 2006 EW5   | 2 mar 2006  | Kitt Peak         | Spacewatch          | —         | MPC                           |
| 207441     | 2006 ED16  | 2 mar 2006  | Kitt Peak         | Spacewatch          | —         | MPC                           |
| 207442     | 2006 EF16  | 2 mar 2006  | Kitt Peak         | Spacewatch          | —         | MPC                           |
| 207443     | 2006 EQ23  | 3 mar 2006  | Kitt Peak         | Spacewatch          | —         | MPC                           |
| 207444     | 2006 EG31  | 3 mar 2006  | Kitt Peak         | Spacewatch          | —         | MPC                           |
| 207445     | 2006 EU45  | 3 mar 2006  | Kitt Peak         | Spacewatch          | —         | MPC                           |
| 207446     | 2006 EC63  | 5 mar 2006  | Kitt Peak         | Spacewatch          | —         | MPC                           |
| 207447     | 2006 EX65  | 5 mar 2006  | Kitt Peak         | Spacewatch          | —         | MPC                           |
| 207448     | 2006 FV12  | 23 mar 2006 | Kitt Peak         | Spacewatch          | —         | MPC                           |
| 207449     | 2006 FR17  | 23 mar 2006 | Kitt Peak         | Spacewatch          | —         | MPC                           |
| 207450     | 2006 FZ23  | 24 mar 2006 | Kitt Peak         | Spacewatch          | —         | MPC                           |
| 207451     | 2006 FH34  | 24 mar 2006 | Catalina          | CSS                 | —         | MPC                           |
| 207452     | 2006 FV36  | 23 mar 2006 | Socorro           | LINEAR              | —         | MPC                           |
| 207453     | 2006 FH37  | 24 mar 2006 | Socorro           | LINEAR              | —         | MPC                           |
| 207454     | 2006 FU40  | 26 mar 2006 | Mount Lemmon      | Mount Lemmon Survey | —         | MPC                           |
| 207455     | 2006 GV4   | 2 abr 2006  | Kitt Peak         | Spacewatch          | —         | MPC                           |
| 207456     | 2006 GZ6   | 2 abr 2006  | Kitt Peak         | Spacewatch          | —         | MPC                           |
| 207457     | 2006 GQ9   | 2 abr 2006  | Kitt Peak         | Spacewatch          | —         | MPC                           |
| 207458     | 2006 GG15  | 2 abr 2006  | Kitt Peak         | Spacewatch          | —         | MPC                           |
| 207459     | 2006 GJ19  | 2 abr 2006  | Kitt Peak         | Spacewatch          | —         | MPC                           |
| 207460     | 2006 GX32  | 7 abr 2006  | Kitt Peak         | Spacewatch          | —         | MPC                           |
| 207461     | 2006 GG36  | 7 abr 2006  | Anderson Mesa     | LONEOS              | —         | MPC                           |
| 207462     | 2006 GG37  | 8 abr 2006  | Mount Lemmon      | Mount Lemmon Survey | —         | MPC                           |
| 207463     | 2006 GW38  | 6 abr 2006  | Siding Spring     | SSS                 | —         | MPC                           |
| 207464     | 2006 GH40  | 6 abr 2006  | Socorro           | LINEAR              | —         | MPC                           |
| 207465     | 2006 GN41  | 7 abr 2006  | Catalina          | CSS                 | —         | MPC                           |
| 207466     | 2006 GH42  | 9 abr 2006  | Socorro           | LINEAR              | —         | MPC                           |
| 207467     | 2006 GL43  | 2 abr 2006  | Kitt Peak         | Spacewatch          | —         | MPC                           |
| 207468     | 2006 GE46  | 8 abr 2006  | Kitt Peak         | Spacewatch          | —         | MPC                           |
| 207469     | 2006 GK49  | 6 abr 2006  | Socorro           | LINEAR              | —         | MPC                           |
| 207470     | 2006 HZ3   | 18 abr 2006 | Palomar           | NEAT                | —         | MPC                           |
| 207471     | 2006 HL6   | 18 abr 2006 | Anderson Mesa     | LONEOS              | —         | MPC                           |
| 207472     | 2006 HT6   | 18 abr 2006 | Anderson Mesa     | LONEOS              | —         | MPC                           |
| 207473     | 2006 HU13  | 19 abr 2006 | Palomar           | NEAT                | —         | MPC                           |
| 207474     | 2006 HP16  | 20 abr 2006 | Kitt Peak         | Spacewatch          | —         | MPC                           |
| 207475     | 2006 HS20  | 19 abr 2006 | Mount Lemmon      | Mount Lemmon Survey | —         | MPC                           |
| 207476     | 2006 HJ22  | 20 abr 2006 | Kitt Peak         | Spacewatch          | —         | MPC                           |
| 207477     | 2006 HK23  | 20 abr 2006 | Kitt Peak         | Spacewatch          | —         | MPC                           |
| 207478     | 2006 HD25  | 20 abr 2006 | Catalina          | CSS                 | —         | MPC                           |
| 207479     | 2006 HL27  | 20 abr 2006 | Mount Lemmon      | Mount Lemmon Survey | —         | MPC                           |
| 207480     | 2006 HC29  | 21 abr 2006 | Catalina          | CSS                 | —         | MPC                           |
| 207481     | 2006 HC31  | 24 abr 2006 | Piszkéstető       | K. Sárneczky        | —         | MPC                           |
| 207482     | 2006 HN31  | 18 abr 2006 | Palomar           | NEAT                | —         | MPC                           |
| 207483     | 2006 HD41  | 21 abr 2006 | Kitt Peak         | Spacewatch          | —         | MPC                           |
| 207484     | 2006 HY42  | 24 abr 2006 | Mount Lemmon      | Mount Lemmon Survey | —         | MPC                           |
| 207485     | 2006 HN46  | 19 abr 2006 | Catalina          | CSS                 | —         | MPC                           |
| 207486     | 2006 HE48  | 24 abr 2006 | Kitt Peak         | Spacewatch          | —         | MPC                           |
| 207487     | 2006 HS51  | 26 abr 2006 | Reedy Creek       | J. Broughton        | —         | MPC                           |
| 207488     | 2006 HV51  | 26 abr 2006 | Reedy Creek       | J. Broughton        | —         | MPC                           |
| 207489     | 2006 HT53  | 19 abr 2006 | Catalina          | CSS                 | —         | MPC                           |
| 207490     | 2006 HC54  | 20 abr 2006 | Catalina          | CSS                 | —         | MPC                           |
| 207491     | 2006 HS59  | 24 abr 2006 | Socorro           | LINEAR              | —         | MPC                           |
| 207492     | 2006 HT61  | 24 abr 2006 | Kitt Peak         | Spacewatch          | —         | MPC                           |
| 207493     | 2006 HG66  | 24 abr 2006 | Kitt Peak         | Spacewatch          | —         | MPC                           |
| 207494     | 2006 HV68  | 24 abr 2006 | Kitt Peak         | Spacewatch          | —         | MPC                           |
| 207495     | 2006 HK72  | 25 abr 2006 | Kitt Peak         | Spacewatch          | —         | MPC                           |
| 207496     | 2006 HU78  | 26 abr 2006 | Kitt Peak         | Spacewatch          | —         | MPC                           |
| 207497     | 2006 HO90  | 26 abr 2006 | Kitt Peak         | Spacewatch          | —         | MPC                           |
| 207498     | 2006 HH98  | 30 abr 2006 | Kitt Peak         | Spacewatch          | —         | MPC                           |
| 207499     | 2006 HW108 | 30 abr 2006 | Catalina          | CSS                 | —         | MPC                           |
| 207500     | 2006 HC111 | 19 abr 2006 | Catalina          | CSS                 | —         | MPC                           |

## 207501–207600
| Designação     | Designação | Descoberta  | Descoberta           | Descobridor(es)     | Categoria | Mais informações / Referência |
| Permanente     | Provisória | Data        | Local                | Descobridor(es)     | Categoria | Mais informações / Referência |
| -------------- | ---------- | ----------- | -------------------- | ------------------- | --------- | ----------------------------- |
| 207501         | 2006 HQ111 | 29 abr 2006 | Siding Spring        | SSS                 | —         | MPC                           |
| 207502         | 2006 HZ111 | 30 abr 2006 | Catalina             | CSS                 | —         | MPC                           |
| 207503         | 2006 HY120 | 30 abr 2006 | Kitt Peak            | Spacewatch          | —         | MPC                           |
| 207504         | 2006 HK152 | 25 abr 2006 | Piszkéstető          | K. Sárneczky        | —         | MPC                           |
| 207505         | 2006 JU1   | 1 mai 2006  | Socorro              | LINEAR              | —         | MPC                           |
| 207506         | 2006 JU4   | 2 mai 2006  | Mount Lemmon         | Mount Lemmon Survey | —         | MPC                           |
| 207507         | 2006 JX5   | 3 mai 2006  | Mount Lemmon         | Mount Lemmon Survey | —         | MPC                           |
| 207508         | 2006 JA12  | 1 mai 2006  | Kitt Peak            | Spacewatch          | —         | MPC                           |
| 207509         | 2006 JP12  | 1 mai 2006  | Kitt Peak            | Spacewatch          | —         | MPC                           |
| 207510         | 2006 JF14  | 4 mai 2006  | Mount Lemmon         | Mount Lemmon Survey | —         | MPC                           |
| 207511         | 2006 JT16  | 2 mai 2006  | Kitt Peak            | Spacewatch          | —         | MPC                           |
| 207512         | 2006 JU17  | 2 mai 2006  | Mount Lemmon         | Mount Lemmon Survey | —         | MPC                           |
| 207513         | 2006 JO28  | 3 mai 2006  | Kitt Peak            | Spacewatch          | —         | MPC                           |
| 207514         | 2006 JD29  | 3 mai 2006  | Kitt Peak            | Spacewatch          | —         | MPC                           |
| 207515         | 2006 JO30  | 3 mai 2006  | Kitt Peak            | Spacewatch          | —         | MPC                           |
| 207516         | 2006 JE34  | 4 mai 2006  | Kitt Peak            | Spacewatch          | —         | MPC                           |
| 207517         | 2006 JN34  | 4 mai 2006  | Kitt Peak            | Spacewatch          | —         | MPC                           |
| 207518         | 2006 JC36  | 4 mai 2006  | Kitt Peak            | Spacewatch          | —         | MPC                           |
| 207519         | 2006 JR40  | 7 mai 2006  | Kitt Peak            | Spacewatch          | —         | MPC                           |
| 207520         | 2006 JH45  | 7 mai 2006  | Mount Lemmon         | Mount Lemmon Survey | —         | MPC                           |
| 207521         | 2006 JD49  | 1 mai 2006  | Junk Bond            | D. Healy            | —         | MPC                           |
| 207522         | 2006 JB54  | 7 mai 2006  | Mount Lemmon         | Mount Lemmon Survey | Mitidika  | MPC                           |
| 207523         | 2006 JE54  | 7 mai 2006  | Mount Lemmon         | Mount Lemmon Survey | —         | MPC                           |
| 207524         | 2006 JV79  | 9 mai 2006  | Mount Lemmon         | Mount Lemmon Survey | —         | MPC                           |
| 207525         | 2006 JW79  | 6 mai 2006  | Mount Lemmon         | Mount Lemmon Survey | —         | MPC                           |
| 207526         | 2006 JP80  | 8 mai 2006  | Mount Lemmon         | Mount Lemmon Survey | —         | MPC                           |
| 207527         | 2006 KF    | 16 mai 2006 | Palomar              | NEAT                | —         | MPC                           |
| 207528         | 2006 KJ2   | 18 mai 2006 | Palomar              | NEAT                | —         | MPC                           |
| 207529         | 2006 KB4   | 19 mai 2006 | Anderson Mesa        | LONEOS              | —         | MPC                           |
| 207530         | 2006 KT11  | 19 mai 2006 | Palomar              | NEAT                | —         | MPC                           |
| 207531         | 2006 KQ13  | 20 mai 2006 | Palomar              | NEAT                | —         | MPC                           |
| 207532         | 2006 KU21  | 19 mai 2006 | Mount Lemmon         | Mount Lemmon Survey | —         | MPC                           |
| 207533         | 2006 KM23  | 16 mai 2006 | Siding Spring        | SSS                 | —         | MPC                           |
| 207534         | 2006 KZ25  | 20 mai 2006 | Kitt Peak            | Spacewatch          | —         | MPC                           |
| 207535         | 2006 KP32  | 20 mai 2006 | Kitt Peak            | Spacewatch          | —         | MPC                           |
| 207536         | 2006 KE38  | 16 mai 2006 | Siding Spring        | SSS                 | —         | MPC                           |
| 207537         | 2006 KF39  | 18 mai 2006 | Palomar              | NEAT                | —         | MPC                           |
| 207538         | 2006 KM52  | 21 mai 2006 | Kitt Peak            | Spacewatch          | —         | MPC                           |
| 207539         | 2006 KR54  | 21 mai 2006 | Kitt Peak            | Spacewatch          | —         | MPC                           |
| 207540         | 2006 KD56  | 21 mai 2006 | Siding Spring        | SSS                 | —         | MPC                           |
| 207541         | 2006 KT57  | 22 mai 2006 | Kitt Peak            | Spacewatch          | —         | MPC                           |
| 207542         | 2006 KW57  | 22 mai 2006 | Kitt Peak            | Spacewatch          | —         | MPC                           |
| 207543         | 2006 KK61  | 22 mai 2006 | Kitt Peak            | Spacewatch          | —         | MPC                           |
| 207544         | 2006 KX90  | 24 mai 2006 | Palomar              | NEAT                | —         | MPC                           |
| 207545         | 2006 KK120 | 31 mai 2006 | Kitt Peak            | Spacewatch          | —         | MPC                           |
| 207546         | 2006 LL    | 1 jun 2006  | Mount Lemmon         | Mount Lemmon Survey | —         | MPC                           |
| 207547 Charito | 2006 LO    | 2 jun 2006  | La Cañada            | J. Lacruz           | —         | MPC                           |
| 207548         | 2006 LZ    | 4 jun 2006  | Wrightwood           | J. W. Young         | —         | MPC                           |
| 207549         | 2006 LR1   | 5 jun 2006  | Socorro              | LINEAR              | —         | MPC                           |
| 207550         | 2006 LM2   | 2 jun 2006  | Mount Lemmon         | Mount Lemmon Survey | —         | MPC                           |
| 207551         | 2006 LS3   | 15 jun 2006 | Kitt Peak            | Spacewatch          | Phocaea   | MPC                           |
| 207552         | 2006 LL4   | 10 jun 2006 | Palomar              | NEAT                | —         | MPC                           |
| 207553         | 2006 LU4   | 6 jun 2006  | Siding Spring        | SSS                 | —         | MPC                           |
| 207554         | 2006 LZ4   | 14 jun 2006 | Palomar              | NEAT                | —         | MPC                           |
| 207555         | 2006 LS5   | 4 jun 2006  | Socorro              | LINEAR              | —         | MPC                           |
| 207556         | 2006 LU5   | 3 jun 2006  | Mount Lemmon         | Mount Lemmon Survey | —         | MPC                           |
| 207557         | 2006 MS7   | 18 jun 2006 | Kitt Peak            | Spacewatch          | Brangane  | MPC                           |
| 207558         | 2006 MU7   | 18 jun 2006 | Kitt Peak            | Spacewatch          | —         | MPC                           |
| 207559         | 2006 OQ1   | 17 jul 2006 | Reedy Creek          | J. Broughton        | Eos       | MPC                           |
| 207560         | 2006 OU7   | 19 jul 2006 | Palomar              | NEAT                | —         | MPC                           |
| 207561         | 2006 OU12  | 19 jul 2006 | Palomar              | NEAT                | —         | MPC                           |
| 207562         | 2006 OW15  | 30 jul 2006 | Eskridge             | Farpoint Obs.       | —         | MPC                           |
| 207563 Toscana | 2006 PC    | 1 ago 2006  | Vallemare di Borbona | V. S. Casulli       | —         | MPC                           |
| 207564         | 2006 PZ    | 13 ago 2006 | Dax                  | Dax Obs.            | —         | MPC                           |
| 207565         | 2006 PM1   | 10 ago 2006 | Palomar              | NEAT                | —         | MPC                           |
| 207566         | 2006 PQ2   | 12 ago 2006 | Palomar              | NEAT                | —         | MPC                           |
| 207567         | 2006 PN4   | 14 ago 2006 | Hibiscus             | S. F. Hönig         | —         | MPC                           |
| 207568         | 2006 PW6   | 12 ago 2006 | Palomar              | NEAT                | —         | MPC                           |
| 207569         | 2006 PP8   | 13 ago 2006 | Palomar              | NEAT                | Mitidika  | MPC                           |
| 207570         | 2006 PQ12  | 13 ago 2006 | Palomar              | NEAT                | Brangane  | MPC                           |
| 207571         | 2006 PY13  | 14 ago 2006 | Siding Spring        | SSS                 | —         | MPC                           |
| 207572         | 2006 PQ16  | 15 ago 2006 | Palomar              | NEAT                | —         | MPC                           |
| 207573         | 2006 PP19  | 13 ago 2006 | Palomar              | NEAT                | —         | MPC                           |
| 207574         | 2006 PZ21  | 15 ago 2006 | Palomar              | NEAT                | —         | MPC                           |
| 207575         | 2006 PN23  | 12 ago 2006 | Palomar              | NEAT                | —         | MPC                           |
| 207576         | 2006 PB31  | 13 ago 2006 | Palomar              | NEAT                | —         | MPC                           |
| 207577         | 2006 PF31  | 13 ago 2006 | Palomar              | NEAT                | —         | MPC                           |
| 207578         | 2006 PK43  | 13 ago 2006 | Palomar              | NEAT                | —         | MPC                           |
| 207579         | 2006 QM2   | 17 ago 2006 | Palomar              | NEAT                | —         | MPC                           |
| 207580         | 2006 QX2   | 17 ago 2006 | Palomar              | NEAT                | —         | MPC                           |
| 207581         | 2006 QY7   | 19 ago 2006 | Kitt Peak            | Spacewatch          | —         | MPC                           |
| 207582         | 2006 QE9   | 19 ago 2006 | Kitt Peak            | Spacewatch          | —         | MPC                           |
| 207583         | 2006 QF15  | 17 ago 2006 | Palomar              | NEAT                | —         | MPC                           |
| 207584         | 2006 QF23  | 20 ago 2006 | Palomar              | NEAT                | —         | MPC                           |
| 207585 Lubar   | 2006 QA24  | 17 ago 2006 | Andrushivka          | Andrushivka Obs.    | —         | MPC                           |
| 207586         | 2006 QA27  | 19 ago 2006 | Kitt Peak            | Spacewatch          | —         | MPC                           |
| 207587         | 2006 QR38  | 18 ago 2006 | Anderson Mesa        | LONEOS              | —         | MPC                           |
| 207588         | 2006 QD52  | 23 ago 2006 | Palomar              | NEAT                | —         | MPC                           |
| 207589         | 2006 QQ54  | 17 ago 2006 | Palomar              | NEAT                | Brangane  | MPC                           |
| 207590         | 2006 QC56  | 19 ago 2006 | Kitt Peak            | Spacewatch          | —         | MPC                           |
| 207591         | 2006 QH56  | 19 ago 2006 | Kitt Peak            | Spacewatch          | Pallas    | MPC                           |
| 207592         | 2006 QT57  | 24 ago 2006 | Socorro              | LINEAR              | —         | MPC                           |
| 207593         | 2006 QG59  | 19 ago 2006 | Anderson Mesa        | LONEOS              | —         | MPC                           |
| 207594         | 2006 QX76  | 21 ago 2006 | Palomar              | NEAT                | Brangane  | MPC                           |
| 207595         | 2006 QL79  | 24 ago 2006 | Eskridge             | Farpoint Obs.       | —         | MPC                           |
| 207596         | 2006 QZ81  | 24 ago 2006 | Palomar              | NEAT                | —         | MPC                           |
| 207597         | 2006 QU82  | 27 ago 2006 | Kitt Peak            | Spacewatch          | —         | MPC                           |
| 207598         | 2006 QQ88  | 27 ago 2006 | Kitt Peak            | Spacewatch          | —         | MPC                           |
| 207599         | 2006 QF91  | 16 ago 2006 | Palomar              | NEAT                | —         | MPC                           |
| 207600         | 2006 QG93  | 16 ago 2006 | Palomar              | NEAT                | —         | MPC                           |

## 207601–207700
| Designação         | Designação | Descoberta  | Descoberta        | Descobridor(es)     | Categoria | Mais informações / Referência |
| Permanente         | Provisória | Data        | Local             | Descobridor(es)     | Categoria | Mais informações / Referência |
| ------------------ | ---------- | ----------- | ----------------- | ------------------- | --------- | ----------------------------- |
| 207601             | 2006 QQ99  | 24 ago 2006 | Palomar           | NEAT                | —         | MPC                           |
| 207602             | 2006 QU105 | 28 ago 2006 | Catalina          | CSS                 | —         | MPC                           |
| 207603 Liuchaohan  | 2006 QD111 | 27 ago 2006 | Lulin Observatory | H.-C. Lin, Q.-z. Ye | —         | MPC                           |
| 207604             | 2006 QW111 | 22 ago 2006 | Palomar           | NEAT                | —         | MPC                           |
| 207605             | 2006 QY113 | 25 ago 2006 | Socorro           | LINEAR              | Pallas    | MPC                           |
| 207606             | 2006 QK122 | 29 ago 2006 | Catalina          | CSS                 | Brangane  | MPC                           |
| 207607             | 2006 QG130 | 19 ago 2006 | Palomar           | NEAT                | —         | MPC                           |
| 207608             | 2006 QA140 | 18 ago 2006 | Palomar           | NEAT                | —         | MPC                           |
| 207609             | 2006 QA142 | 18 ago 2006 | Palomar           | NEAT                | —         | MPC                           |
| 207610             | 2006 QS155 | 19 ago 2006 | Kitt Peak         | Spacewatch          | —         | MPC                           |
| 207611             | 2006 QE157 | 19 ago 2006 | Kitt Peak         | Spacewatch          | —         | MPC                           |
| 207612             | 2006 QQ162 | 21 ago 2006 | Kitt Peak         | Spacewatch          | —         | MPC                           |
| 207613             | 2006 RK9   | 13 set 2006 | Palomar           | NEAT                | —         | MPC                           |
| 207614             | 2006 RU13  | 14 set 2006 | Kitt Peak         | Spacewatch          | —         | MPC                           |
| 207615             | 2006 RK15  | 14 set 2006 | Palomar           | NEAT                | Brangane  | MPC                           |
| 207616             | 2006 RX33  | 12 set 2006 | Catalina          | CSS                 | —         | MPC                           |
| 207617             | 2006 RJ43  | 14 set 2006 | Kitt Peak         | Spacewatch          | Ursula    | MPC                           |
| 207618             | 2006 RF45  | 14 set 2006 | Kitt Peak         | Spacewatch          | —         | MPC                           |
| 207619             | 2006 RU60  | 14 set 2006 | Palomar           | NEAT                | Ursula    | MPC                           |
| 207620             | 2006 RK74  | 15 set 2006 | Kitt Peak         | Spacewatch          | —         | MPC                           |
| 207621             | 2006 RK81  | 15 set 2006 | Kitt Peak         | Spacewatch          | —         | MPC                           |
| 207622             | 2006 RT121 | 15 set 2006 | Kitt Peak         | Spacewatch          | Ursula    | MPC                           |
| 207623             | 2006 SK5   | 16 set 2006 | Palomar           | NEAT                | Pallas    | MPC                           |
| 207624             | 2006 SY14  | 17 set 2006 | Catalina          | CSS                 | Ursula    | MPC                           |
| 207625             | 2006 SB45  | 18 set 2006 | Kitt Peak         | Spacewatch          | —         | MPC                           |
| 207626             | 2006 SP56  | 20 set 2006 | Catalina          | CSS                 | —         | MPC                           |
| 207627             | 2006 SA93  | 18 set 2006 | Kitt Peak         | Spacewatch          | —         | MPC                           |
| 207628             | 2006 SK111 | 22 set 2006 | Socorro           | LINEAR              | —         | MPC                           |
| 207629             | 2006 SS144 | 19 set 2006 | Kitt Peak         | Spacewatch          | —         | MPC                           |
| 207630             | 2006 SV167 | 25 set 2006 | Kitt Peak         | Spacewatch          | Juno      | MPC                           |
| 207631             | 2006 SP225 | 26 set 2006 | Mount Lemmon      | Mount Lemmon Survey | —         | MPC                           |
| 207632             | 2006 SE299 | 26 set 2006 | Socorro           | LINEAR              | —         | MPC                           |
| 207633             | 2006 SV339 | 28 set 2006 | Kitt Peak         | Spacewatch          | —         | MPC                           |
| 207634             | 2006 SN350 | 30 set 2006 | Catalina          | CSS                 | —         | MPC                           |
| 207635             | 2006 SS390 | 16 set 2006 | Kitt Peak         | Spacewatch          | —         | MPC                           |
| 207636             | 2006 SQ394 | 26 set 2006 | Catalina          | CSS                 | —         | MPC                           |
| 207637             | 2006 TE24  | 12 out 2006 | Kitt Peak         | Spacewatch          | —         | MPC                           |
| 207638             | 2006 TJ32  | 12 out 2006 | Kitt Peak         | Spacewatch          | Juno      | MPC                           |
| 207639             | 2006 TN123 | 2 out 2006  | Kitt Peak         | Spacewatch          | Ursula    | MPC                           |
| 207640             | 2006 UV22  | 16 out 2006 | Mount Lemmon      | Mount Lemmon Survey | —         | MPC                           |
| 207641             | 2006 UK46  | 16 out 2006 | Kitt Peak         | Spacewatch          | Juno      | MPC                           |
| 207642             | 2006 UC180 | 16 out 2006 | Catalina          | CSS                 | —         | MPC                           |
| 207643             | 2006 UW181 | 16 out 2006 | Catalina          | CSS                 | —         | MPC                           |
| 207644             | 2006 UW322 | 17 out 2006 | Kitt Peak         | Spacewatch          | Juno      | MPC                           |
| 207645             | 2007 HB33  | 19 abr 2007 | Mount Lemmon      | Mount Lemmon Survey | —         | MPC                           |
| 207646             | 2007 HJ50  | 20 abr 2007 | Kitt Peak         | Spacewatch          | —         | MPC                           |
| 207647             | 2007 KQ8   | 22 mai 2007 | Siding Spring     | SSS                 | —         | MPC                           |
| 207648             | 2007 LP18  | 14 jun 2007 | Anderson Mesa     | LONEOS              | —         | MPC                           |
| 207649             | 2007 MX5   | 17 jun 2007 | Kitt Peak         | Spacewatch          | —         | MPC                           |
| 207650             | 2007 MM8   | 18 jun 2007 | Kitt Peak         | Spacewatch          | —         | MPC                           |
| 207651             | 2007 MV13  | 19 jun 2007 | Kitt Peak         | Spacewatch          | —         | MPC                           |
| 207652             | 2007 OQ3   | 18 jul 2007 | Chante-Perdrix    | Chante-Perdrix Obs. | —         | MPC                           |
| 207653             | 2007 OS3   | 18 jul 2007 | Andrushivka       | Andrushivka Obs.    | —         | MPC                           |
| 207654             | 2007 OF7   | 24 jul 2007 | Reedy Creek       | J. Broughton        | Mitidika  | MPC                           |
| 207655             | 2007 OE8   | 25 jul 2007 | Lulin Observatory | LUSS                | —         | MPC                           |
| 207656             | 2007 OG10  | 25 jul 2007 | Lulin Observatory | LUSS                | —         | MPC                           |
| 207657 Mangiantini | 2007 PA    | 1 ago 2007  | San Marcello      | L. Tesi, G. Fagioli | —         | MPC                           |
| 207658             | 2007 PY    | 4 ago 2007  | Reedy Creek       | J. Broughton        | Mitidika  | MPC                           |
| 207659             | 2007 PV1   | 6 ago 2007  | Reedy Creek       | J. Broughton        | —         | MPC                           |
| 207660             | 2007 PA2   | 7 ago 2007  | Eskridge]]        | Farpoint Obs.       | —         | MPC                           |
| 207661             | 2007 PR5   | 6 ago 2007  | Lulin Observatory | LUSS                | —         | MPC                           |
| 207662             | 2007 PG7   | 5 ago 2007  | Socorro           | LINEAR              | —         | MPC                           |
| 207663             | 2007 PV7   | 9 ago 2007  | Reedy Creek       | J. Broughton        | —         | MPC                           |
| 207664             | 2007 PJ8   | 10 ago 2007 | Reedy Creek       | J. Broughton        | Mitidika  | MPC                           |
| 207665             | 2007 PK8   | 10 ago 2007 | Reedy Creek       | J. Broughton        | —         | MPC                           |
| 207666 Habibula    | 2007 PA11  | 11 ago 2007 | Saint-Sulpice     | B. Christophe       | —         | MPC                           |
| 207667             | 2007 PW18  | 9 ago 2007  | Socorro           | LINEAR              | Mitidika  | MPC                           |
| 207668             | 2007 PX18  | 9 ago 2007  | Socorro           | LINEAR              | —         | MPC                           |
| 207669             | 2007 PF20  | 9 ago 2007  | Socorro           | LINEAR              | Mitidika  | MPC                           |
| 207670             | 2007 PH20  | 9 ago 2007  | Socorro           | LINEAR              | —         | MPC                           |
| 207671             | 2007 PJ20  | 9 ago 2007  | Socorro           | LINEAR              | —         | MPC                           |
| 207672             | 2007 PD22  | 10 ago 2007 | Kitt Peak         | Spacewatch          | —         | MPC                           |
| 207673             | 2007 PQ26  | 13 ago 2007 | Socorro           | LINEAR              | —         | MPC                           |
| 207674             | 2007 PV29  | 8 ago 2007  | Socorro           | LINEAR              | —         | MPC                           |
| 207675             | 2007 PC33  | 9 ago 2007  | Socorro           | LINEAR              | Mitidika  | MPC                           |
| 207676             | 2007 PE33  | 9 ago 2007  | Socorro           | LINEAR              | —         | MPC                           |
| 207677             | 2007 PE37  | 13 ago 2007 | Socorro           | LINEAR              | —         | MPC                           |
| 207678             | 2007 PH42  | 11 ago 2007 | Anderson Mesa     | LONEOS              | —         | MPC                           |
| 207679             | 2007 PV42  | 9 ago 2007  | Socorro           | LINEAR              | —         | MPC                           |
| 207680             | 2007 PY46  | 10 ago 2007 | Kitt Peak         | Spacewatch          | —         | MPC                           |
| 207681 Caiqiao     | 2007 QO    | 16 ago 2007 | XuYi              | PMO NEO             | —         | MPC                           |
| 207682             | 2007 QX    | 17 ago 2007 | Bisei SG Center   | BATTeRS             | —         | MPC                           |
| 207683             | 2007 QJ10  | 23 ago 2007 | Kitt Peak         | Spacewatch          | Eos       | MPC                           |
| 207684             | 2007 QP12  | 16 ago 2007 | Cerro Burek       | Alianza S4 Obs.     | —         | MPC                           |
| 207685             | 2007 QX12  | 23 ago 2007 | Kitt Peak         | Spacewatch          | —         | MPC                           |
| 207686             | 2007 RX2   | 3 set 2007  | Catalina          | CSS                 | Mitidika  | MPC                           |
| 207687 Senckenberg | 2007 RZ15  | 12 set 2007 | Taunus            | E. Schwab, R. Kling | —         | MPC                           |
| 207688             | 2007 RQ16  | 11 set 2007 | Goodricke-Pigott  | R. A. Tucker        | —         | MPC                           |
| 207689             | 2007 RR18  | 12 set 2007 | Chante-Perdrix    | Chante-Perdrix Obs. | —         | MPC                           |
| 207690             | 2007 RE19  | 14 set 2007 | Wrightwood        | J. W. Young         | —         | MPC                           |
| 207691             | 2007 RS23  | 3 set 2007  | Catalina          | CSS                 | —         | MPC                           |
| 207692             | 2007 RU27  | 4 set 2007  | Catalina          | CSS                 | —         | MPC                           |
| 207693             | 2007 RC34  | 5 set 2007  | Anderson Mesa     | LONEOS              | —         | MPC                           |
| 207694             | 2007 RB38  | 8 set 2007  | Anderson Mesa     | LONEOS              | —         | MPC                           |
| 207695 Olgakopyl   | 2007 RO39  | 8 set 2007  | Andrushivka       | Andrushivka Obs.    | —         | MPC                           |
| 207696             | 2007 RO55  | 9 set 2007  | Kitt Peak         | Spacewatch          | —         | MPC                           |
| 207697             | 2007 RF58  | 9 set 2007  | Anderson Mesa     | LONEOS              | —         | MPC                           |
| 207698             | 2007 RG58  | 9 set 2007  | Anderson Mesa     | LONEOS              | —         | MPC                           |
| 207699             | 2007 RB59  | 10 set 2007 | Kitt Peak         | Spacewatch          | —         | MPC                           |
| 207700             | 2007 RJ70  | 10 set 2007 | Kitt Peak         | Spacewatch          | —         | MPC                           |

## 207701–207800
| Designação           | Designação | Descoberta  | Descoberta        | Descobridor(es)       | Categoria | Mais informações / Referência |
| Permanente           | Provisória | Data        | Local             | Descobridor(es)       | Categoria | Mais informações / Referência |
| -------------------- | ---------- | ----------- | ----------------- | --------------------- | --------- | ----------------------------- |
| 207701               | 2007 RL70  | 10 set 2007 | Kitt Peak         | Spacewatch            | —         | MPC                           |
| 207702               | 2007 RN71  | 10 set 2007 | Kitt Peak         | Spacewatch            | —         | MPC                           |
| 207703               | 2007 RH76  | 10 set 2007 | Mount Lemmon      | Mount Lemmon Survey   | —         | MPC                           |
| 207704               | 2007 RT83  | 10 set 2007 | Mount Lemmon      | Mount Lemmon Survey   | —         | MPC                           |
| 207705               | 2007 RF84  | 10 set 2007 | Catalina          | CSS                   | —         | MPC                           |
| 207706               | 2007 RN87  | 10 set 2007 | Mount Lemmon      | Mount Lemmon Survey   | —         | MPC                           |
| 207707               | 2007 RB92  | 10 set 2007 | Kitt Peak         | Spacewatch            | —         | MPC                           |
| 207708               | 2007 RU94  | 10 set 2007 | Kitt Peak         | Spacewatch            | —         | MPC                           |
| 207709               | 2007 RU98  | 10 set 2007 | Kitt Peak         | Spacewatch            | —         | MPC                           |
| 207710               | 2007 RR102 | 11 set 2007 | Mount Lemmon      | Mount Lemmon Survey   | —         | MPC                           |
| 207711               | 2007 RQ104 | 11 set 2007 | Mount Lemmon      | Mount Lemmon Survey   | —         | MPC                           |
| 207712               | 2007 RA106 | 11 set 2007 | Catalina          | CSS                   | —         | MPC                           |
| 207713               | 2007 RN109 | 11 set 2007 | Kitt Peak         | Spacewatch            | —         | MPC                           |
| 207714               | 2007 RN118 | 11 set 2007 | Mount Lemmon      | Mount Lemmon Survey   | —         | MPC                           |
| 207715 Muqinshuijiao | 2007 RC119 | 11 set 2007 | XuYi              | PMO NEO               | —         | MPC                           |
| 207716 Wangxichan    | 2007 RQ119 | 11 set 2007 | XuYi              | PMO NEO               | Mitidika  | MPC                           |
| 207717 Sa'a          | 2007 RE120 | 11 set 2007 | Lulin Observatory | Q.-z. Ye, H.-C. Lin   | —         | MPC                           |
| 207718               | 2007 RF122 | 12 set 2007 | Catalina          | CSS                   | —         | MPC                           |
| 207719               | 2007 RE132 | 12 set 2007 | Mount Lemmon      | Mount Lemmon Survey   | Brangane  | MPC                           |
| 207720               | 2007 RA138 | 14 set 2007 | Anderson Mesa     | LONEOS                | —         | MPC                           |
| 207721               | 2007 RW141 | 13 set 2007 | Socorro           | LINEAR                | —         | MPC                           |
| 207722               | 2007 RU144 | 14 set 2007 | Socorro           | LINEAR                | —         | MPC                           |
| 207723 Jiansanjiang  | 2007 RC148 | 11 set 2007 | XuYi              | PMO NEO               | —         | MPC                           |
| 207724               | 2007 RY149 | 12 set 2007 | Lulin Observatory | LUSS                  | —         | MPC                           |
| 207725               | 2007 RR150 | 8 set 2007  | Anderson Mesa     | LONEOS                | —         | MPC                           |
| 207726               | 2007 RW150 | 9 set 2007  | Anderson Mesa     | LONEOS                | —         | MPC                           |
| 207727               | 2007 RW165 | 10 set 2007 | Kitt Peak         | Spacewatch            | —         | MPC                           |
| 207728               | 2007 RE172 | 10 set 2007 | Kitt Peak         | Spacewatch            | —         | MPC                           |
| 207729               | 2007 RR173 | 10 set 2007 | Kitt Peak         | Spacewatch            | —         | MPC                           |
| 207730               | 2007 RG174 | 10 set 2007 | Kitt Peak         | Spacewatch            | Brangane  | MPC                           |
| 207731               | 2007 RZ187 | 14 set 2007 | Altschwendt       | W. Ries               | Eos       | MPC                           |
| 207732               | 2007 RH191 | 11 set 2007 | Kitt Peak         | Spacewatch            | —         | MPC                           |
| 207733               | 2007 RJ192 | 12 set 2007 | Catalina          | CSS                   | —         | MPC                           |
| 207734               | 2007 RK192 | 12 set 2007 | Catalina          | CSS                   | Mitidika  | MPC                           |
| 207735               | 2007 RH193 | 12 set 2007 | Kitt Peak         | Spacewatch            | —         | MPC                           |
| 207736               | 2007 RS218 | 14 set 2007 | Mount Lemmon      | Mount Lemmon Survey   | —         | MPC                           |
| 207737               | 2007 RL219 | 14 set 2007 | Mount Lemmon      | Mount Lemmon Survey   | —         | MPC                           |
| 207738               | 2007 RD226 | 10 set 2007 | Kitt Peak         | Spacewatch            | —         | MPC                           |
| 207739               | 2007 RP236 | 13 set 2007 | Mount Lemmon      | Mount Lemmon Survey   | —         | MPC                           |
| 207740               | 2007 RZ236 | 14 set 2007 | Kitt Peak         | Spacewatch            | —         | MPC                           |
| 207741               | 2007 RO244 | 11 set 2007 | Kitt Peak         | Spacewatch            | —         | MPC                           |
| 207742               | 2007 RP245 | 11 set 2007 | Kitt Peak         | Spacewatch            | —         | MPC                           |
| 207743               | 2007 RK247 | 13 set 2007 | Catalina          | CSS                   | —         | MPC                           |
| 207744               | 2007 RY247 | 13 set 2007 | Anderson Mesa     | LONEOS                | —         | MPC                           |
| 207745               | 2007 RP252 | 13 set 2007 | Catalina          | CSS                   | —         | MPC                           |
| 207746               | 2007 RC256 | 14 set 2007 | Catalina          | CSS                   | —         | MPC                           |
| 207747               | 2007 RL257 | 14 set 2007 | Catalina          | CSS                   | —         | MPC                           |
| 207748               | 2007 RM277 | 5 set 2007  | Anderson Mesa     | LONEOS                | —         | MPC                           |
| 207749               | 2007 RC286 | 2 set 2007  | Mount Lemmon      | Mount Lemmon Survey   | Vesta     | MPC                           |
| 207750               | 2007 RS288 | 13 set 2007 | Catalina          | CSS                   | Eos       | MPC                           |
| 207751               | 2007 RW294 | 14 set 2007 | Mount Lemmon      | Mount Lemmon Survey   | —         | MPC                           |
| 207752               | 2007 RX297 | 5 set 2007  | Catalina          | CSS                   | —         | MPC                           |
| 207753               | 2007 SA1   | 18 set 2007 | OAM               | Mallorca Obs.         | —         | MPC                           |
| 207754               | 2007 ST4   | 21 set 2007 | Altschwendt       | W. Ries               | —         | MPC                           |
| 207755               | 2007 SR6   | 17 set 2007 | XuYi              | PMO NEO               | —         | MPC                           |
| 207756               | 2007 SX11  | 20 set 2007 | Črni Vrh          | Črni Vrh              | —         | MPC                           |
| 207757               | 2007 SM15  | 25 set 2007 | Mount Lemmon      | Mount Lemmon Survey   | —         | MPC                           |
| 207758               | 2007 SN19  | 23 set 2007 | Bergisch Gladbach | W. Bickel             | —         | MPC                           |
| 207759               | 2007 TZ2   | 3 out 2007  | Tiki              | N. Teamo, J.-C. Pelle | —         | MPC                           |
| 207760               | 2007 TE3   | 5 out 2007  | Prairie Grass     | Prairie Grass Obs.    | —         | MPC                           |
| 207761               | 2007 TJ4   | 6 out 2007  | 7300 Observatory  | W. K. Y. Yeung        | —         | MPC                           |
| 207762               | 2007 TA13  | 6 out 2007  | Socorro           | LINEAR                | Ursula    | MPC                           |
| 207763 Oberursel     | 2007 TP23  | 6 out 2007  | Taunus            | R. Kling, U. Zimmer   | —         | MPC                           |
| 207764               | 2007 TC24  | 10 out 2007 | OAM]              | Mallorca Obs.         | Brangane  | MPC                           |
| 207765               | 2007 TV32  | 6 out 2007  | Kitt Peak         | Spacewatch            | —         | MPC                           |
| 207766               | 2007 TJ33  | 6 out 2007  | Kitt Peak         | Spacewatch            | —         | MPC                           |
| 207767               | 2007 TN34  | 6 out 2007  | Kitt Peak         | Spacewatch            | —         | MPC                           |
| 207768               | 2007 TD35  | 6 out 2007  | Kitt Peak         | Spacewatch            | —         | MPC                           |
| 207769               | 2007 TR36  | 4 out 2007  | Catalina          | CSS                   | —         | MPC                           |
| 207770               | 2007 TA38  | 4 out 2007  | Catalina          | CSS                   | —         | MPC                           |
| 207771               | 2007 TB40  | 6 out 2007  | Kitt Peak         | Spacewatch            | —         | MPC                           |
| 207772               | 2007 TG49  | 4 out 2007  | Kitt Peak         | Spacewatch            | Ursula    | MPC                           |
| 207773               | 2007 TV58  | 5 out 2007  | Kitt Peak         | Spacewatch            | Juno      | MPC                           |
| 207774               | 2007 TY66  | 12 out 2007 | Chante-Perdrix    | Chante-Perdrix Obs.   | —         | MPC                           |
| 207775               | 2007 TZ70  | 13 out 2007 | Goodricke-Pigott  | R. A. Tucker          | —         | MPC                           |
| 207776               | 2007 TY73  | 13 out 2007 | 7300 Observatory  | W. K. Y. Yeung        | —         | MPC                           |
| 207777               | 2007 TY76  | 5 out 2007  | Kitt Peak         | Spacewatch            | —         | MPC                           |
| 207778               | 2007 TO78  | 5 out 2007  | Kitt Peak         | Spacewatch            | Ursula    | MPC                           |
| 207779               | 2007 TZ84  | 8 out 2007  | Catalina          | CSS                   | —         | MPC                           |
| 207780               | 2007 TO86  | 8 out 2007  | Mount Lemmon      | Mount Lemmon Survey   | —         | MPC                           |
| 207781               | 2007 TC103 | 8 out 2007  | Mount Lemmon      | Mount Lemmon Survey   | —         | MPC                           |
| 207782               | 2007 TT103 | 8 out 2007  | Mount Lemmon      | Mount Lemmon Survey   | —         | MPC                           |
| 207783               | 2007 TA106 | 11 out 2007 | Taunus            | Taunus Obs.           | —         | MPC                           |
| 207784               | 2007 TO117 | 9 out 2007  | Kitt Peak         | Spacewatch            | —         | MPC                           |
| 207785               | 2007 TD130 | 6 out 2007  | Kitt Peak         | Spacewatch            | —         | MPC                           |
| 207786               | 2007 TO130 | 7 out 2007  | Kitt Peak         | Spacewatch            | Brangane  | MPC                           |
| 207787               | 2007 TW130 | 7 out 2007  | Catalina          | CSS                   | —         | MPC                           |
| 207788               | 2007 TQ133 | 7 out 2007  | Mount Lemmon      | Mount Lemmon Survey   | —         | MPC                           |
| 207789               | 2007 TA144 | 6 out 2007  | Socorro           | LINEAR                | Ursula    | MPC                           |
| 207790               | 2007 TF147 | 7 out 2007  | Socorro           | LINEAR                | —         | MPC                           |
| 207791               | 2007 TQ150 | 9 out 2007  | Socorro           | LINEAR                | —         | MPC                           |
| 207792               | 2007 TO159 | 9 out 2007  | Socorro           | LINEAR                | —         | MPC                           |
| 207793               | 2007 TN163 | 11 out 2007 | Socorro           | LINEAR                | —         | MPC                           |
| 207794               | 2007 TM167 | 12 out 2007 | Socorro           | LINEAR                | —         | MPC                           |
| 207795               | 2007 TR167 | 12 out 2007 | Socorro           | LINEAR                | —         | MPC                           |
| 207796               | 2007 TB171 | 12 out 2007 | Chante-Perdrix    | Chante-Perdrix Obs.   | —         | MPC                           |
| 207797               | 2007 TO187 | 13 out 2007 | Socorro           | LINEAR                | —         | MPC                           |
| 207798               | 2007 TR189 | 4 out 2007  | Mount Lemmon      | Mount Lemmon Survey   | —         | MPC                           |
| 207799               | 2007 TA193 | 6 out 2007  | Kitt Peak         | Spacewatch            | —         | MPC                           |
| 207800               | 2007 TW195 | 7 out 2007  | Mount Lemmon      | Mount Lemmon Survey   | —         | MPC                           |

## 207801–207900
| Designação       | Designação | Descoberta  | Descoberta       | Descobridor(es)     | Categoria | Mais informações / Referência |
| Permanente       | Provisória | Data        | Local            | Descobridor(es)     | Categoria | Mais informações / Referência |
| ---------------- | ---------- | ----------- | ---------------- | ------------------- | --------- | ----------------------------- |
| 207801           | 2007 TZ212 | 7 out 2007  | Kitt Peak        | Spacewatch          | Juno      | MPC                           |
| 207802           | 2007 TS214 | 7 out 2007  | Catalina         | CSS                 | —         | MPC                           |
| 207803           | 2007 TC215 | 7 out 2007  | Kitt Peak        | Spacewatch          | —         | MPC                           |
| 207804           | 2007 TQ231 | 8 out 2007  | Kitt Peak        | Spacewatch          | —         | MPC                           |
| 207805           | 2007 TM236 | 9 out 2007  | Mount Lemmon     | Mount Lemmon Survey | —         | MPC                           |
| 207806           | 2007 TX237 | 10 out 2007 | Kitt Peak        | Spacewatch          | —         | MPC                           |
| 207807           | 2007 TT243 | 8 out 2007  | Catalina         | CSS                 | —         | MPC                           |
| 207808           | 2007 TP244 | 8 out 2007  | Catalina         | CSS                 | —         | MPC                           |
| 207809 Wuzuze    | 2007 TC247 | 9 out 2007  | XuYi             | PMO NEO             | Brangane  | MPC                           |
| 207810           | 2007 TK248 | 10 out 2007 | Anderson Mesa    | LONEOS              | —         | MPC                           |
| 207811           | 2007 TV251 | 12 out 2007 | Anderson Mesa    | LONEOS              | —         | MPC                           |
| 207812           | 2007 TH252 | 7 out 2007  | Catalina         | CSS                 | —         | MPC                           |
| 207813           | 2007 TR252 | 7 out 2007  | Mount Lemmon     | Mount Lemmon Survey | —         | MPC                           |
| 207814           | 2007 TW252 | 8 out 2007  | Mount Lemmon     | Mount Lemmon Survey | Themis    | MPC                           |
| 207815           | 2007 TB256 | 10 out 2007 | Kitt Peak        | Spacewatch          | —         | MPC                           |
| 207816           | 2007 TM257 | 10 out 2007 | Kitt Peak        | Spacewatch          | —         | MPC                           |
| 207817           | 2007 TG261 | 10 out 2007 | Kitt Peak        | Spacewatch          | —         | MPC                           |
| 207818           | 2007 TF269 | 9 out 2007  | Kitt Peak        | Spacewatch          | —         | MPC                           |
| 207819           | 2007 TA289 | 11 out 2007 | Catalina         | CSS                 | —         | MPC                           |
| 207820           | 2007 TM317 | 12 out 2007 | Kitt Peak        | Spacewatch          | Eos       | MPC                           |
| 207821           | 2007 TC333 | 11 out 2007 | Kitt Peak        | Spacewatch          | —         | MPC                           |
| 207822           | 2007 TE336 | 12 out 2007 | Kitt Peak        | Spacewatch          | —         | MPC                           |
| 207823           | 2007 TM341 | 9 out 2007  | Mount Lemmon     | Mount Lemmon Survey | —         | MPC                           |
| 207824           | 2007 TO353 | 8 out 2007  | Mount Lemmon     | Mount Lemmon Survey | —         | MPC                           |
| 207825           | 2007 TZ353 | 10 out 2007 | Catalina         | CSS                 | —         | MPC                           |
| 207826           | 2007 TM356 | 12 out 2007 | Catalina         | CSS                 | —         | MPC                           |
| 207827           | 2007 TD361 | 14 out 2007 | Mount Lemmon     | Mount Lemmon Survey | —         | MPC                           |
| 207828           | 2007 TB376 | 15 out 2007 | Goodricke-Pigott | R. A. Tucker        | —         | MPC                           |
| 207829           | 2007 TU379 | 14 out 2007 | Kitt Peak        | Spacewatch          | —         | MPC                           |
| 207830           | 2007 TM380 | 14 out 2007 | Kitt Peak        | Spacewatch          | —         | MPC                           |
| 207831           | 2007 TR380 | 14 out 2007 | Kitt Peak        | Spacewatch          | —         | MPC                           |
| 207832           | 2007 TR391 | 15 out 2007 | Catalina         | CSS                 | —         | MPC                           |
| 207833           | 2007 TL423 | 4 out 2007  | Kitt Peak        | Spacewatch          | —         | MPC                           |
| 207834           | 2007 TG424 | 7 out 2007  | Catalina         | CSS                 | —         | MPC                           |
| 207835           | 2007 US7   | 16 out 2007 | Catalina         | CSS                 | —         | MPC                           |
| 207836           | 2007 UQ9   | 17 out 2007 | Anderson Mesa    | LONEOS              | Eos       | MPC                           |
| 207837           | 2007 UE21  | 16 out 2007 | Kitt Peak        | Spacewatch          | —         | MPC                           |
| 207838           | 2007 UZ36  | 19 out 2007 | Catalina         | CSS                 | —         | MPC                           |
| 207839           | 2007 UU42  | 16 out 2007 | Siding Spring    | SSS                 | —         | MPC                           |
| 207840           | 2007 UA55  | 30 out 2007 | Kitt Peak        | Spacewatch          | —         | MPC                           |
| 207841           | 2007 UR55  | 30 out 2007 | Kitt Peak        | Spacewatch          | —         | MPC                           |
| 207842           | 2007 UX78  | 30 out 2007 | Mount Lemmon     | Mount Lemmon Survey | —         | MPC                           |
| 207843           | 2007 UA82  | 30 out 2007 | Kitt Peak        | Spacewatch          | —         | MPC                           |
| 207844           | 2007 UP88  | 30 out 2007 | Mount Lemmon     | Mount Lemmon Survey | —         | MPC                           |
| 207845           | 2007 UZ101 | 30 out 2007 | Kitt Peak        | Spacewatch          | —         | MPC                           |
| 207846           | 2007 UO108 | 30 out 2007 | Kitt Peak        | Spacewatch          | —         | MPC                           |
| 207847           | 2007 UJ116 | 31 out 2007 | Kitt Peak        | Spacewatch          | —         | MPC                           |
| 207848           | 2007 UV116 | 30 out 2007 | Catalina         | CSS                 | —         | MPC                           |
| 207849           | 2007 UY116 | 30 out 2007 | Mount Lemmon     | Mount Lemmon Survey | —         | MPC                           |
| 207850           | 2007 UA119 | 30 out 2007 | Mount Lemmon     | Mount Lemmon Survey | —         | MPC                           |
| 207851           | 2007 UN121 | 30 out 2007 | Mount Lemmon     | Mount Lemmon Survey | —         | MPC                           |
| 207852           | 2007 UU123 | 31 out 2007 | Catalina         | CSS                 | —         | MPC                           |
| 207853           | 2007 UP133 | 30 out 2007 | Kitt Peak        | Spacewatch          | Juno      | MPC                           |
| 207854           | 2007 VS20  | 2 nov 2007  | Mount Lemmon     | Mount Lemmon Survey | —         | MPC                           |
| 207855           | 2007 VN41  | 3 nov 2007  | Catalina         | CSS                 | —         | MPC                           |
| 207856           | 2007 VM52  | 1 nov 2007  | Kitt Peak        | Spacewatch          | —         | MPC                           |
| 207857           | 2007 VR90  | 5 nov 2007  | Socorro          | LINEAR              | —         | MPC                           |
| 207858           | 2007 VZ104 | 3 nov 2007  | Kitt Peak        | Spacewatch          | —         | MPC                           |
| 207859           | 2007 VE109 | 3 nov 2007  | Kitt Peak        | Spacewatch          | —         | MPC                           |
| 207860           | 2007 VV117 | 4 nov 2007  | Kitt Peak        | Spacewatch          | —         | MPC                           |
| 207861           | 2007 VW119 | 5 nov 2007  | Kitt Peak        | Spacewatch          | —         | MPC                           |
| 207862           | 2007 VM121 | 5 nov 2007  | Kitt Peak        | Spacewatch          | —         | MPC                           |
| 207863           | 2007 VJ127 | 1 nov 2007  | Mount Lemmon     | Mount Lemmon Survey | —         | MPC                           |
| 207864           | 2007 VP133 | 2 nov 2007  | Kitt Peak        | Spacewatch          | —         | MPC                           |
| 207865           | 2007 VY147 | 4 nov 2007  | Kitt Peak        | Spacewatch          | —         | MPC                           |
| 207866           | 2007 VO165 | 5 nov 2007  | Kitt Peak        | Spacewatch          | —         | MPC                           |
| 207867           | 2007 VF173 | 2 nov 2007  | Mount Lemmon     | Mount Lemmon Survey | —         | MPC                           |
| 207868           | 2007 VH176 | 4 nov 2007  | Mount Lemmon     | Mount Lemmon Survey | —         | MPC                           |
| 207869           | 2007 VY201 | 5 nov 2007  | Kitt Peak        | Spacewatch          | —         | MPC                           |
| 207870           | 2007 VG214 | 9 nov 2007  | Kitt Peak        | Spacewatch          | —         | MPC                           |
| 207871           | 2007 VQ216 | 9 nov 2007  | Kitt Peak        | Spacewatch          | —         | MPC                           |
| 207872           | 2007 VX243 | 14 nov 2007 | Bisei SG Center  | BATTeRS             | —         | MPC                           |
| 207873           | 2007 VX254 | 15 nov 2007 | Mount Lemmon     | Mount Lemmon Survey | —         | MPC                           |
| 207874           | 2007 VQ274 | 13 nov 2007 | Anderson Mesa    | LONEOS              | —         | MPC                           |
| 207875           | 2007 VR297 | 11 nov 2007 | Catalina         | CSS                 | —         | MPC                           |
| 207876           | 2007 VB299 | 11 nov 2007 | Catalina         | CSS                 | —         | MPC                           |
| 207877           | 2007 VN300 | 14 nov 2007 | Eskridge         | Farpoint Obs.       | —         | MPC                           |
| 207878           | 2007 VS311 | 14 nov 2007 | Kitt Peak        | Spacewatch          | —         | MPC                           |
| 207879           | 2007 VW311 | 5 nov 2007  | Kitt Peak        | Spacewatch          | —         | MPC                           |
| 207880           | 2007 VC313 | 5 nov 2007  | Mount Lemmon     | Mount Lemmon Survey | —         | MPC                           |
| 207881           | 2007 VM314 | 2 nov 2007  | Mount Lemmon     | Mount Lemmon Survey | —         | MPC                           |
| 207882           | 2007 VF316 | 3 nov 2007  | Kitt Peak        | Spacewatch          | —         | MPC                           |
| 207883           | 2007 WN    | 16 nov 2007 | La Cañada        | J. Lacruz           | —         | MPC                           |
| 207884           | 2007 WG51  | 20 nov 2007 | Mount Lemmon     | Mount Lemmon Survey | —         | MPC                           |
| 207885           | 2007 WH51  | 20 nov 2007 | Mount Lemmon     | Mount Lemmon Survey | —         | MPC                           |
| 207886           | 2007 XT9   | 5 dez 2007  | OAM              | Mallorca Obs.       | —         | MPC                           |
| 207887           | 2007 XU10  | 4 dez 2007  | Kanab            | E. E. Sheridan      | —         | MPC                           |
| 207888           | 2007 YJ32  | 28 dez 2007 | Kitt Peak        | Spacewatch          | —         | MPC                           |
| 207889           | 2008 AZ6   | 10 jan 2008 | Mount Lemmon     | Mount Lemmon Survey | —         | MPC                           |
| 207890           | 2008 CA126 | 8 fev 2008  | Mount Lemmon     | Mount Lemmon Survey | —         | MPC                           |
| 207891           | 2008 RG25  | 3 set 2008  | Kitt Peak        | Spacewatch          | Mitidika  | MPC                           |
| 207892           | 2008 SG182 | 24 set 2008 | Kitt Peak        | Spacewatch          | Vesta     | MPC                           |
| 207893           | 2008 SK251 | 24 set 2008 | Mount Lemmon     | Mount Lemmon Survey | —         | MPC                           |
| 207894           | 2008 TA18  | 1 out 2008  | Mount Lemmon     | Mount Lemmon Survey | —         | MPC                           |
| 207895           | 2008 TJ51  | 2 out 2008  | Kitt Peak        | Spacewatch          | —         | MPC                           |
| 207896           | 2008 TK113 | 6 out 2008  | Kitt Peak        | Spacewatch          | —         | MPC                           |
| 207897           | 2008 TL113 | 6 out 2008  | Kitt Peak        | Spacewatch          | —         | MPC                           |
| 207898           | 2008 UW1   | 22 out 2008 | Socorro          | LINEAR              | —         | MPC                           |
| 207899 Grinmalia | 2008 UC3   | 21 out 2008 | Andrushivka      | Andrushivka Obs.    | —         | MPC                           |
| 207900           | 2008 UQ71  | 21 out 2008 | Mount Lemmon     | Mount Lemmon Survey | —         | MPC                           |

## 207901–208000
| Designação      | Designação | Descoberta  | Descoberta    | Descobridor(es)             | Categoria | Mais informações / Referência |
| Permanente      | Provisória | Data        | Local         | Descobridor(es)             | Categoria | Mais informações / Referência |
| --------------- | ---------- | ----------- | ------------- | --------------------------- | --------- | ----------------------------- |
| 207901 Tzecmaun | 2008 US91  | 28 out 2008 | Tzec Maun     | E. Schwab                   | —         | MPC                           |
| 207902          | 2008 UW112 | 22 out 2008 | Kitt Peak     | Spacewatch                  | —         | MPC                           |
| 207903          | 2008 UX163 | 24 out 2008 | Kitt Peak     | Spacewatch                  | —         | MPC                           |
| 207904          | 2008 UZ181 | 24 out 2008 | Mount Lemmon  | Mount Lemmon Survey         | —         | MPC                           |
| 207905          | 2008 UD186 | 24 out 2008 | Kitt Peak     | Spacewatch                  | —         | MPC                           |
| 207906          | 2008 UQ201 | 28 out 2008 | Socorro       | LINEAR                      | Phocaea   | MPC                           |
| 207907          | 2008 UR257 | 27 out 2008 | Kitt Peak     | Spacewatch                  | —         | MPC                           |
| 207908          | 2008 UO263 | 27 out 2008 | Kitt Peak     | Spacewatch                  | —         | MPC                           |
| 207909          | 2008 UW276 | 28 out 2008 | Mount Lemmon  | Mount Lemmon Survey         | —         | MPC                           |
| 207910          | 2008 UA303 | 29 out 2008 | Kitt Peak     | Spacewatch                  | —         | MPC                           |
| 207911          | 2008 UE305 | 29 out 2008 | Kitt Peak     | Spacewatch                  | —         | MPC                           |
| 207912          | 2008 UH316 | 30 out 2008 | Kitt Peak     | Spacewatch                  | —         | MPC                           |
| 207913          | 2008 VN13  | 7 nov 2008  | Nogales       | Tenagra II Obs.             | —         | MPC                           |
| 207914          | 2008 VK18  | 1 nov 2008  | Kitt Peak     | Spacewatch                  | —         | MPC                           |
| 207915          | 2008 VU38  | 2 nov 2008  | Catalina      | CSS                         | —         | MPC                           |
| 207916          | 2008 VB51  | 4 nov 2008  | Kitt Peak     | Spacewatch                  | —         | MPC                           |
| 207917          | 2008 VF59  | 7 nov 2008  | Mount Lemmon  | Mount Lemmon Survey         | —         | MPC                           |
| 207918          | 2008 VG62  | 8 nov 2008  | Kitt Peak     | Spacewatch                  | —         | MPC                           |
| 207919          | 2008 VL66  | 2 nov 2008  | Catalina      | CSS                         | —         | MPC                           |
| 207920          | 2008 WC2   | 18 nov 2008 | Socorro       | LINEAR                      | —         | MPC                           |
| 207921          | 2008 WD12  | 18 nov 2008 | Catalina      | CSS                         | —         | MPC                           |
| 207922          | 2008 WC15  | 17 nov 2008 | Kitt Peak     | Spacewatch                  | —         | MPC                           |
| 207923          | 2008 WS32  | 18 nov 2008 | Kitt Peak     | Spacewatch                  | —         | MPC                           |
| 207924          | 2008 WA43  | 17 nov 2008 | Kitt Peak     | Spacewatch                  | —         | MPC                           |
| 207925          | 2008 WY43  | 17 nov 2008 | Kitt Peak     | Spacewatch                  | —         | MPC                           |
| 207926          | 2008 WS60  | 19 nov 2008 | Socorro       | LINEAR                      | —         | MPC                           |
| 207927          | 2008 WE63  | 20 nov 2008 | Socorro       | LINEAR                      | Ursula    | MPC                           |
| 207928          | 2008 WV68  | 18 nov 2008 | Kitt Peak     | Spacewatch                  | —         | MPC                           |
| 207929          | 2008 WB76  | 20 nov 2008 | Kitt Peak     | Spacewatch                  | —         | MPC                           |
| 207930          | 2008 XD37  | 2 dez 2008  | Kitt Peak     | Spacewatch                  | —         | MPC                           |
| 207931 Weihai   | 2008 YM9   | 24 dez 2008 | Weihai        | Shandong University         | —         | MPC                           |
| 207932          | 2008 YW16  | 21 dez 2008 | Mount Lemmon  | Mount Lemmon Survey         | —         | MPC                           |
| 207933          | 2008 YF17  | 21 dez 2008 | Mount Lemmon  | Mount Lemmon Survey         | —         | MPC                           |
| 207934          | 2008 YQ17  | 21 dez 2008 | Mount Lemmon  | Mount Lemmon Survey         | Themis    | MPC                           |
| 207935          | 2009 AF    | 1 jan 2009  | RAS           | A. Lowe                     | —         | MPC                           |
| 207936          | 4511 P-L   | 24 set 1960 | Palomar       | PLS                         | —         | MPC                           |
| 207937          | 3367 T-2   | 25 set 1973 | Palomar       | PLS                         | Ursula    | MPC                           |
| 207938          | 2108 T-3   | 16 out 1977 | Palomar       | PLS                         | —         | MPC                           |
| 207939          | 3205 T-3   | 16 out 1977 | Palomar       | PLS                         | —         | MPC                           |
| 207940          | 3518 T-3   | 16 out 1977 | Palomar       | PLS                         | —         | MPC                           |
| 207941          | 3827 T-3   | 16 out 1977 | Palomar       | PLS                         | Mitidika  | MPC                           |
| 207942          | 4291 T-3   | 16 out 1977 | Palomar       | PLS                         | —         | MPC                           |
| 207943          | 1979 MN4   | 25 jun 1979 | Siding Spring | E. F. Helin, S. J. Bus      | —         | MPC                           |
| 207944          | 1981 EG8   | 1 mar 1981  | Siding Spring | S. J. Bus                   | —         | MPC                           |
| 207945          | 1991 JW    | 8 mai 1991  | Palomar       | K. J. Lawrence, E. F. Helin | —         | MPC                           |
| 207946          | 1991 TH16  | 6 out 1991  | Palomar       | A. Lowe                     | —         | MPC                           |
| 207947          | 1991 TU16  | 6 out 1991  | Palomar       | A. Lowe                     | —         | MPC                           |
| 207948          | 1993 FL12  | 17 mar 1993 | La Silla      | UESAC                       | —         | MPC                           |
| 207949          | 1993 FX33  | 19 mar 1993 | La Silla      | UESAC                       | Ursula    | MPC                           |
| 207950          | 1993 TX9   | 12 out 1993 | Kitt Peak     | Spacewatch                  | —         | MPC                           |
| 207951          | 1994 AH7   | 7 jan 1994  | Kitt Peak     | Spacewatch                  | —         | MPC                           |
| 207952          | 1994 GT4   | 6 abr 1994  | Kitt Peak     | Spacewatch                  | Brangane  | MPC                           |
| 207953          | 1994 PQ18  | 12 ago 1994 | La Silla      | E. W. Elst                  | —         | MPC                           |
| 207954          | 1994 RU21  | 5 set 1994  | La Silla      | E. W. Elst                  | —         | MPC                           |
| 207955          | 1994 US6   | 28 out 1994 | Kitt Peak     | Spacewatch                  | —         | MPC                           |
| 207956          | 1995 DU8   | 24 fev 1995 | Kitt Peak     | Spacewatch                  | —         | MPC                           |
| 207957          | 1995 FN7   | 25 mar 1995 | Kitt Peak     | Spacewatch                  | —         | MPC                           |
| 207958          | 1995 NA1   | 1 jul 1995  | Kitt Peak     | Spacewatch                  | —         | MPC                           |
| 207959          | 1995 OR7   | 24 jul 1995 | Kitt Peak     | Spacewatch                  | —         | MPC                           |
| 207960          | 1995 OZ9   | 30 jul 1995 | Kitt Peak     | Spacewatch                  | Brangane  | MPC                           |
| 207961          | 1995 OV17  | 27 jul 1995 | Kitt Peak     | Spacewatch                  | —         | MPC                           |
| 207962          | 1995 SF19  | 18 set 1995 | Kitt Peak     | Spacewatch                  | —         | MPC                           |
| 207963          | 1995 SM20  | 18 set 1995 | Kitt Peak     | Spacewatch                  | —         | MPC                           |
| 207964          | 1995 SC79  | 21 set 1995 | Kitt Peak     | Spacewatch                  | Brangane  | MPC                           |
| 207965          | 1995 UY21  | 19 out 1995 | Kitt Peak     | Spacewatch                  | Mitidika  | MPC                           |
| 207966          | 1995 UQ23  | 19 out 1995 | Kitt Peak     | Spacewatch                  | —         | MPC                           |
| 207967          | 1995 UZ23  | 19 out 1995 | Kitt Peak     | Spacewatch                  | —         | MPC                           |
| 207968          | 1995 VF14  | 15 nov 1995 | Kitt Peak     | Spacewatch                  | —         | MPC                           |
| 207969          | 1996 AR5   | 12 jan 1996 | Kitt Peak     | Spacewatch                  | —         | MPC                           |
| 207970          | 1996 BZ3   | 29 jan 1996 | Kitt Peak     | Spacewatch                  | —         | MPC                           |
| 207971          | 1996 JV8   | 12 mai 1996 | Kitt Peak     | Spacewatch                  | —         | MPC                           |
| 207972          | 1996 JZ13  | 11 mai 1996 | Kitt Peak     | Spacewatch                  | —         | MPC                           |
| 207973          | 1996 PT4   | 14 ago 1996 | Haleakalā     | NEAT                        | Juno      | MPC                           |
| 207974          | 1996 RM1   | 8 set 1996  | Haleakala     | NEAT                        | —         | MPC                           |
| 207975          | 1996 TY8   | 12 out 1996 | Catalina      | T. B. Spahr                 | —         | MPC                           |
| 207976          | 1996 TB36  | 11 out 1996 | Kitt Peak     | Spacewatch                  | —         | MPC                           |
| 207977          | 1996 TL36  | 12 out 1996 | Kitt Peak     | Spacewatch                  | —         | MPC                           |
| 207978          | 1996 VH15  | 5 nov 1996  | Kitt Peak     | Spacewatch                  | —         | MPC                           |
| 207979          | 1996 VW22  | 9 nov 1996  | Kitt Peak     | Spacewatch                  | —         | MPC                           |
| 207980          | 1996 VJ36  | 10 nov 1996 | Kitt Peak     | Spacewatch                  | —         | MPC                           |
| 207981          | 1996 XO8   | 6 dez 1996  | Kitt Peak     | Spacewatch                  | —         | MPC                           |
| 207982          | 1997 AY8   | 2 jan 1997  | Kitt Peak     | Spacewatch                  | —         | MPC                           |
| 207983          | 1997 FT4   | 30 mar 1997 | Kitt Peak     | Spacewatch                  | —         | MPC                           |
| 207984          | 1997 TG6   | 2 out 1997  | Caussols      | ODAS                        | —         | MPC                           |
| 207985          | 1997 WL11  | 22 nov 1997 | Kitt Peak     | Spacewatch                  | —         | MPC                           |
| 207986          | 1997 WM17  | 23 nov 1997 | Kitt Peak     | Spacewatch                  | —         | MPC                           |
| 207987          | 1997 WT25  | 21 nov 1997 | Kitt Peak     | Spacewatch                  | —         | MPC                           |
| 207988          | 1998 DJ12  | 23 fev 1998 | Kitt Peak     | Spacewatch                  | —         | MPC                           |
| 207989          | 1998 DH19  | 24 fev 1998 | Kitt Peak     | Spacewatch                  | —         | MPC                           |
| 207990          | 1998 ES2   | 2 mar 1998  | Caussols      | ODAS                        | —         | MPC                           |
| 207991          | 1998 EJ14  | 1 mar 1998  | La Silla      | E. W. Elst                  | —         | MPC                           |
| 207992          | 1998 FC4   | 20 mar 1998 | Kitt Peak     | Spacewatch                  | —         | MPC                           |
| 207993          | 1998 FJ48  | 20 mar 1998 | Socorro       | LINEAR                      | —         | MPC                           |
| 207994          | 1998 FC50  | 20 mar 1998 | Socorro       | LINEAR                      | —         | MPC                           |
| 207995          | 1998 FM127 | 24 mar 1998 | Socorro       | LINEAR                      | —         | MPC                           |
| 207996          | 1998 GD10  | 2 abr 1998  | Socorro       | LINEAR                      | —         | MPC                           |
| 207997          | 1998 HJ42  | 24 abr 1998 | Kitt Peak     | Spacewatch                  | Ursula    | MPC                           |
| 207998          | 1998 HH61  | 21 abr 1998 | Socorro       | LINEAR                      | —         | MPC                           |
| 207999          | 1998 HK84  | 21 abr 1998 | Socorro       | LINEAR                      | —         | MPC                           |
| 208000          | 1998 HQ136 | 20 abr 1998 | Socorro       | LINEAR                      | —         | MPC                           |